# Häfen in Bremerhaven

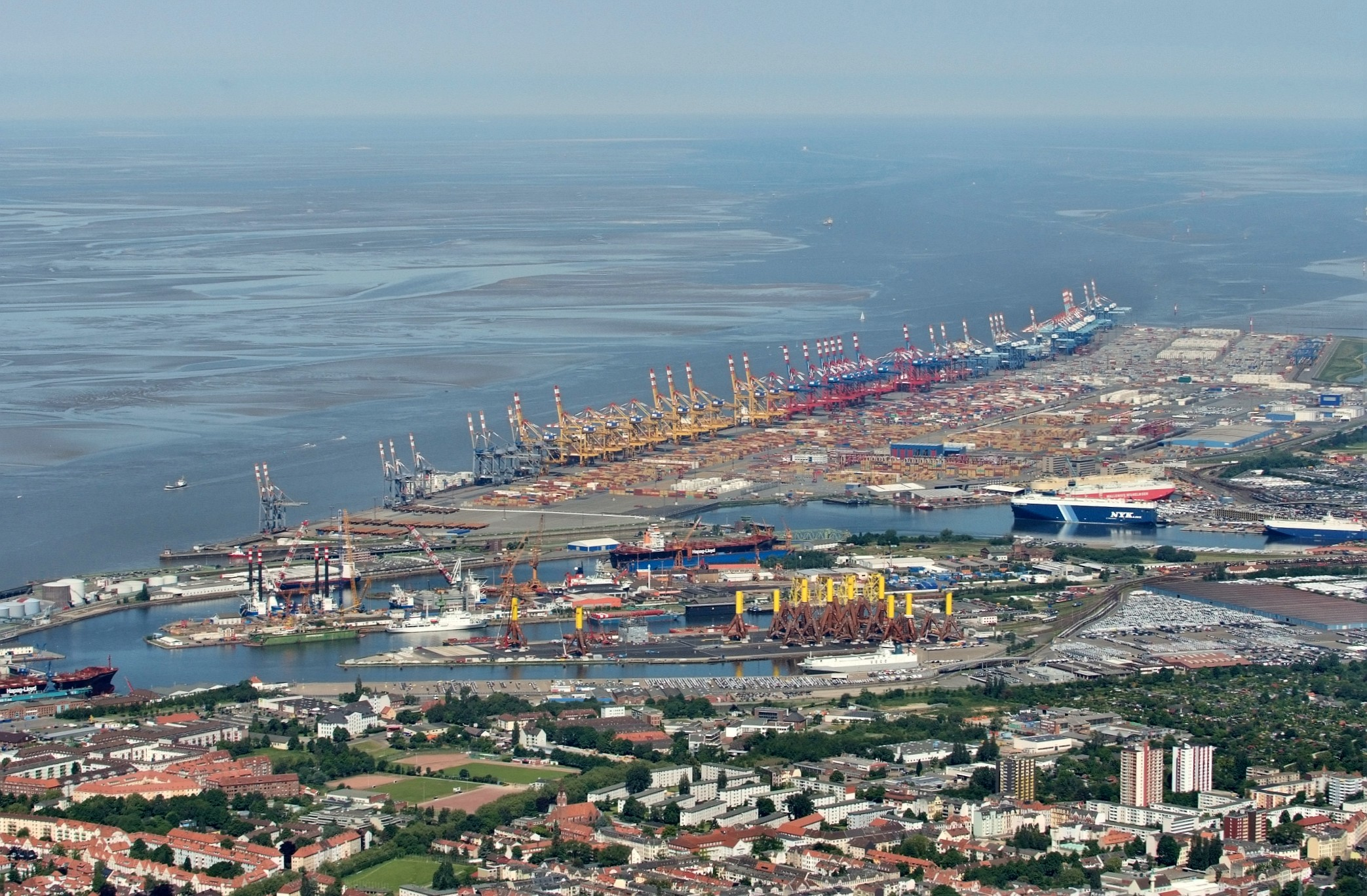
Seehäfen

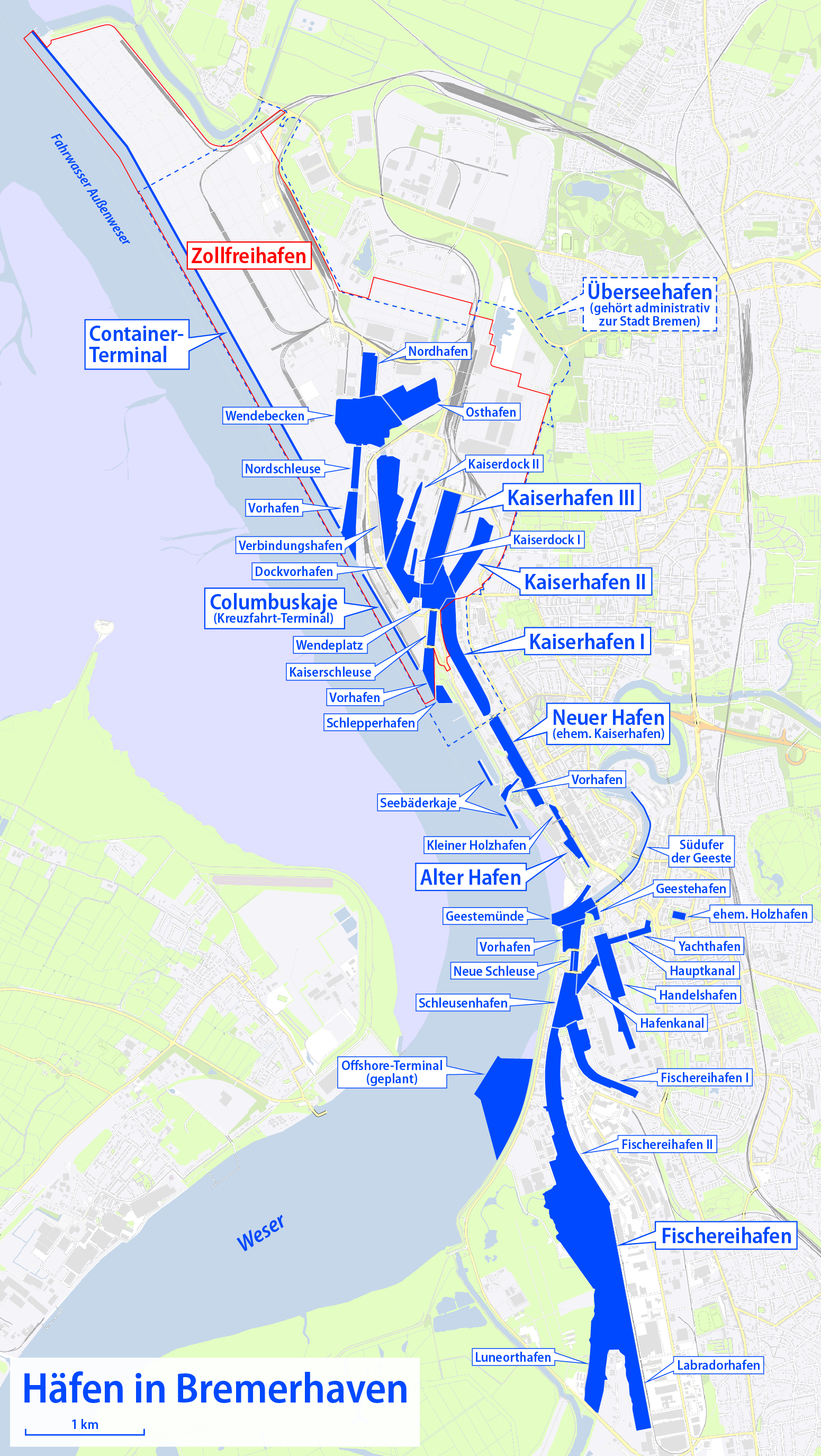
Lage der Häfen in Bremerhaven

Die Häfen in Bremerhaven spiegeln die komplizierte Stadtgeschichte Bremerhavens, die Umbrüche in der Fischerei und den industriellen Wandel wider. Im Eigentum der Stadt Bremerhaven stehen nur der Alte und der Neue Hafen; beide haben vorwiegend museale und touristische Bedeutung. Viele Arbeitsplätze bieten die Betriebe in den stadtbremischen Überseehäfen und im Fischereihafen, der dem Land Bremen gehört. Zugleich arbeiten viele Bürger Bremerhavens in den Bremischen Häfen.
Die verschiedenen Häfen sind nicht unter chronologischen Gesichtspunkten nach dem Zeitpunkt ihrer Eröffnung, sondern nach Stadtteilen unter geografischen Gesichtspunkten von Süd nach Nord aufgeführt.

## Fischereihafen

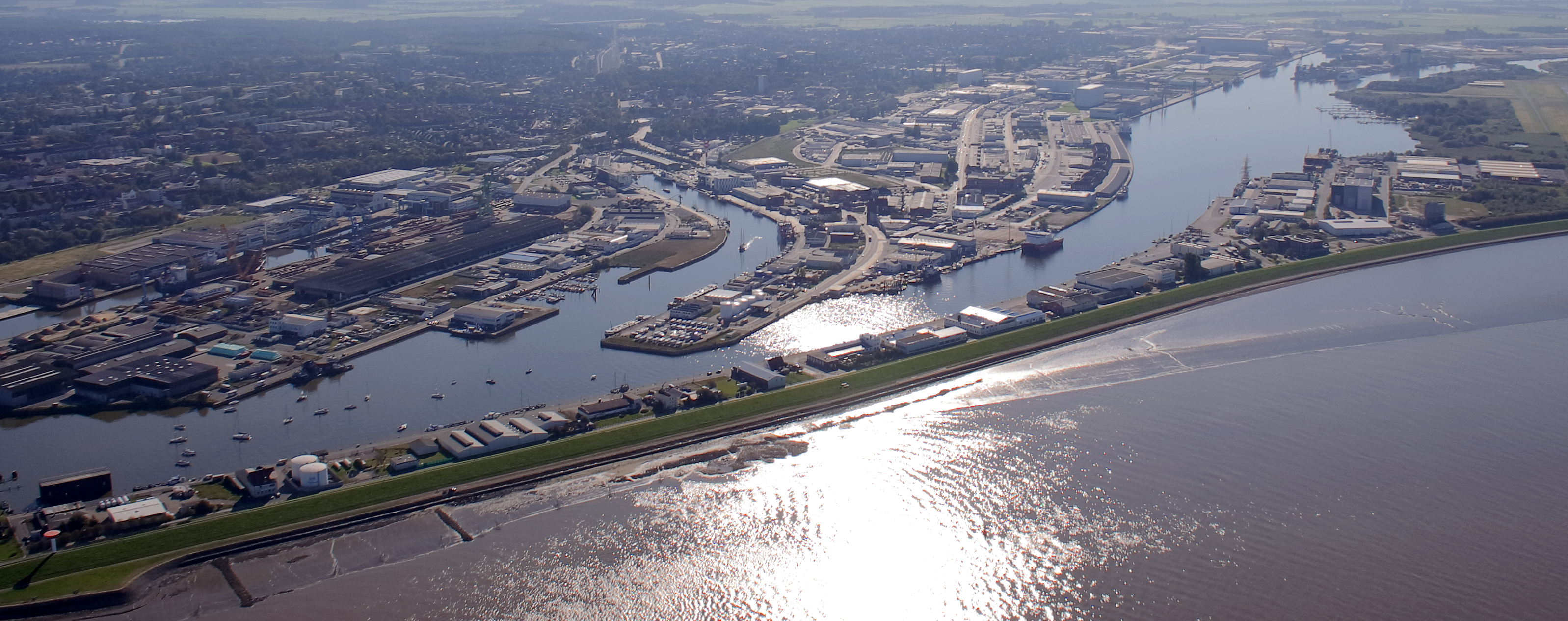
Fischereihäfen I (links) und II mit Seedeich

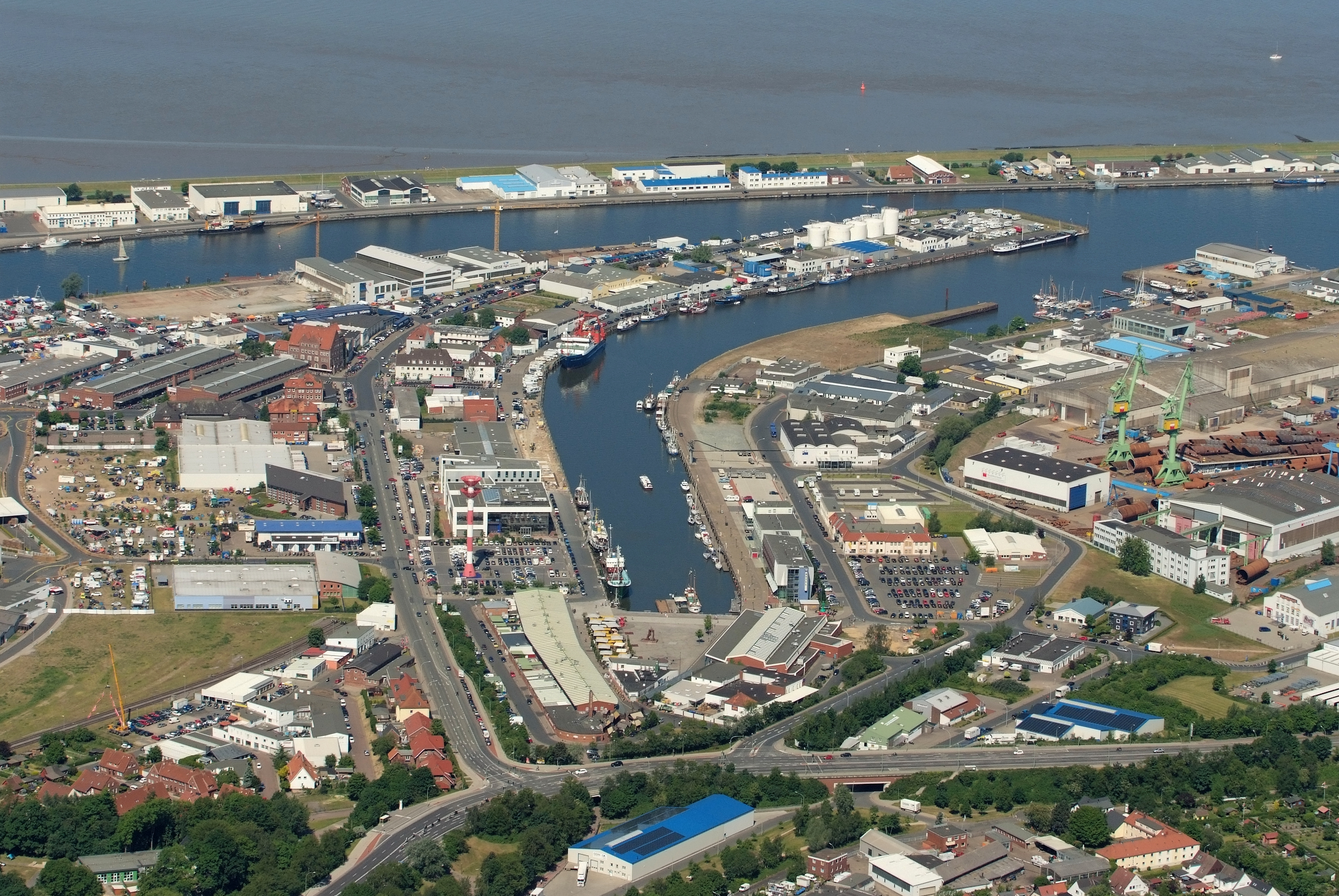
Fischereihafen

Die beiden Fischereihäfen gehören inzwischen zum eigenständigen Stadtteil Fischereihafen. Beide Häfen haben wirtschaftliche Hochzeiten und Niedergänge miterlebt. Zeitweise war der Fischereihafen Bremerhaven der größte Fischereihafen auf dem europäischen Festland. Der Niedergang der deutschen Hochseefischerei und die Werftenkrise in der zweiten Hälfte des 20. Jahrhunderts haben ihre Spuren hinterlassen. Heute ist die Firmenstruktur im Fischereihafen deutlich breiter aufgestellt. Außerdem haben sich namhafte Forschungsinstitute im Fischereihafen angesiedelt, beispielsweise das Fraunhofer IWES oder die beiden Thünen-Institute. Teile um den Fischereihafen I wurden auch für eine touristische Nutzung hergerichtet (Schaufenster Fischereihafen). Auch der südliche Teil des Handelshafens (siehe unter Geestemünde) liegt heute im Stadtteil Fischereihafen.

### Fischereihafen I
1896 wurde der Fischereihafen Geestemünde eröffnet und die Fischereihafen-Betriebsgenossenschaft (heute: Fischereihafen-Betriebsgesellschaft) gegründet. Das Hafenbecken hat eine Länge von 1200 m und eine Breite von 60 m. Bis zum Bau der Fischereihafen-Doppelschleuse und des Seedeiches in den 1920er Jahren war es tideabhängig.

### Fischereihafen II
1928 konnte der etwa 4 km lange Fischereihafen II komplett in Betrieb genommen werden. Bereits 1925 waren die Fischereihafen-Doppelschleuse, der Seedeich und Teile des Fischereihafens II einsatzfähig. Diese Baumaßnahmen machten aus dem zuvor Ebbe und Flut ausgesetzten Gebiet tideunabhängige Hafenanlagen. Das südliche Ende des Fischereihafens II teilt sich in den Labradorhafen im Osten und den Luneorthafen im Westen. An der Spitze der dazwischen befindlichen Halbinsel liegen die Schwimmdocks der BREDO.
In den 2010er Jahren hatte sich im Labradorhafen und auf der Luneplate Industrie für Bau, Betrieb und Versorgung von Offshore-Windparks angesiedelt. In der Spitze waren hier etwa 3.000 Menschen beschäftigt. Die Marktbereinigung in dieser jungen Branche, politische Entscheidungen zu den Ausbauzielen der Offshore-Windenergie aber auch vereinzelt Managementfehler führten zum Niedergang dieser jungen Industrie in Bremerhaven. Im sogenannten Blexer Bogen der Weser sollte der Offshore-Terminal Bremerhaven (OTB) errichtet werden. Das Vorhaben scheiterte vor dem Bundesverwaltungsgericht.

## Geestemünde
1847 vom Königreich Hannover als Konkurrenz zum erfolgreichen Bremerhaven gegründet, erlangte Geestemünde eine gewisse Bedeutung als Einfuhrhafen für Holz und Petroleum. 1862 entstanden der Bahnhof Geestemünde und unmittelbar daneben das erste Hauptzollamt Geestemünde. Für den Güterverkehr blieb Geestemünde unbedeutend. Allerdings entwickelte sich ein äußerst lebhafter Fischhandel.

### Geeste
Da die Fischdampfer keinen eigentlichen Hafen hatten, machten sie am südlichen Ufer der Geeste fest. Hier begann am 7. Februar 1885 die deutsche Hochseefischerei, woran das Busse-Denkmal erinnert. Als der Platz nicht mehr reichte und Bremerhaven den Alten Hafen zum Fischereihafen machte, baute Preußen in der Provinz Hannover den tideabhängigen Fischereihafen (Bremerhaven). Erst als er 1896 in Betrieb genommen wurde, verlagerte sich die Fischanlandung vom Geesteufer in den heutigen Fischereihafen I. Auf dem südlichen Geesteufer war die Bebauung sehr verschachtelt. Lagerhallen waren die Reste der Fischerei. Kneipen und kleine Firmen waren dort untergebracht. Kennedybrücke und Sturmflutsperrwerk trennen das Ufer in zwei Abschnitte. Als im östlichen Teil zur Alten Geestebrücke hin das Morgenstern-Museum entstand, wurden die ersten Gebäude abgerissen. Im westlichen Teil zur Weserfähre hin landeten Schuten und Binnenschiffe Kies von der Mittelweser an. Als das alteingesessene Baugeschäft Rathjen Anfang der 1980er Jahre in die Insolvenz ging, wurde der Kiesumschlag eingestellt. Die Pier wurde zum Liegeplatz für Segelyachten. Heute befinden sich dort moderne Wohngebäude. Wirtschaftlich geringe Bedeutung hat der Elbe-Weser-Schifffahrtsweg.
Da infolge des Klimawandels mit immer höher werdenden Sturmfluten gerechnet werden muss, soll in Höhe des Fähranlegers ein neues, höheres Sperrwerk gebaut werden und das bestehende Sperrwerk unter der Kennedybrücke ablösen. Kalkuliert wird mit Kosten von etwa 100 Mio. Euro, die sich der Bund und die Länder Bremen und Niedersachsen teilen sollen. Mit der Fertigstellung des Baus ist Mitte der 2030er Jahre zu rechnen.

### Handelshafen
Ein Vorteil des 1863 eröffneten Handelshafens war, dass er mit den Bahnanlagen des Bahnhofs Geestemünde direkt an der Zollgrenze lag und Güter nur einmal (nicht wie in Bremerhaven zweimal) umgeladen werden mussten. Das unmittelbar benachbarte Hauptzollamt Geestemünde war auch für Bremerhaven zuständig und die Zufahrt zum Neuen Hafen reichte nicht mehr aus. Deshalb schickten immer mehr Reeder ihre Schiffe nach Geestemünde. Schon 1866 kamen 462 Segelschiffe von 15 Reedereien in den Handelshafen. Bis Ostern 1930 war er mit dem Geestehafen durch eine Kammerschleuse verbunden. Mit dem Hafenkanal zum Schleusenhafen der Fischereihäfen war sie überflüssig geworden. Das äußere Tor am Geestehafen wurde zugeschüttet. Die Kammer und das Binnentor blieben erhalten, so dass die ehemalige Schleuse noch heute als Trockendock genutzt werden kann. Im Handelshafen war die Seebeckwerft beheimatet. Nach Plänen von Theodor Hoebel entstand 1875 am Südende des Handelshafens Deutschlands größter Petroleumhafen. Östlich der Drehbrücke über den Geestemünder Hauptkanal liegt der Yachthafen des Weser Yacht Clubs Bremerhaven. Der dahinter nach Norden abgehende Querkanal wurde 1962 weitgehend zugeschüttet. Der südlich des Hauptkanals und des Hafenkanals gelegene Teil des Handelshafens gehört heute nicht mehr zum Stadtteil Geestemünde, sondern zum Stadtteil Fischereihafen. Am Handelshafen hat sich das Alfred-Wegener-Institut angesiedelt. Am westlichen Rand befindet sich der AWI-Campus und am östlichen der noch junge AWI-Campus Klußmannstraße.

### Holzhafen
Ebenfalls nach Plänen von Theodor Hoebel wurde 1877 am östlichen Ende des Hafenkanals der Holzhafen für die Flößerei gebaut. Zur Nordseite führte ein Anschlussgleis, das hinter dem Holzhafenkanal von der Stichbahn nach Bremerhaven abzweigte. Das flache Bassin diente der Zwischenlagerung und Verarbeitung von Holz. 1937/1938 wurde es vom Stichkanal abgetrennt, verkleinert und das Umfeld parkähnlich gestaltet. Der Holzhafen ist einer der schönsten Plätze in Geestemünde und erfreut sich bei Schiffsmodellbauern von jeher großer Beliebtheit. Handelshafen, Elbinger Platz und Holzhafen wurden in den letzten Jahren städtebaulich geöffnet und zusammengefügt.

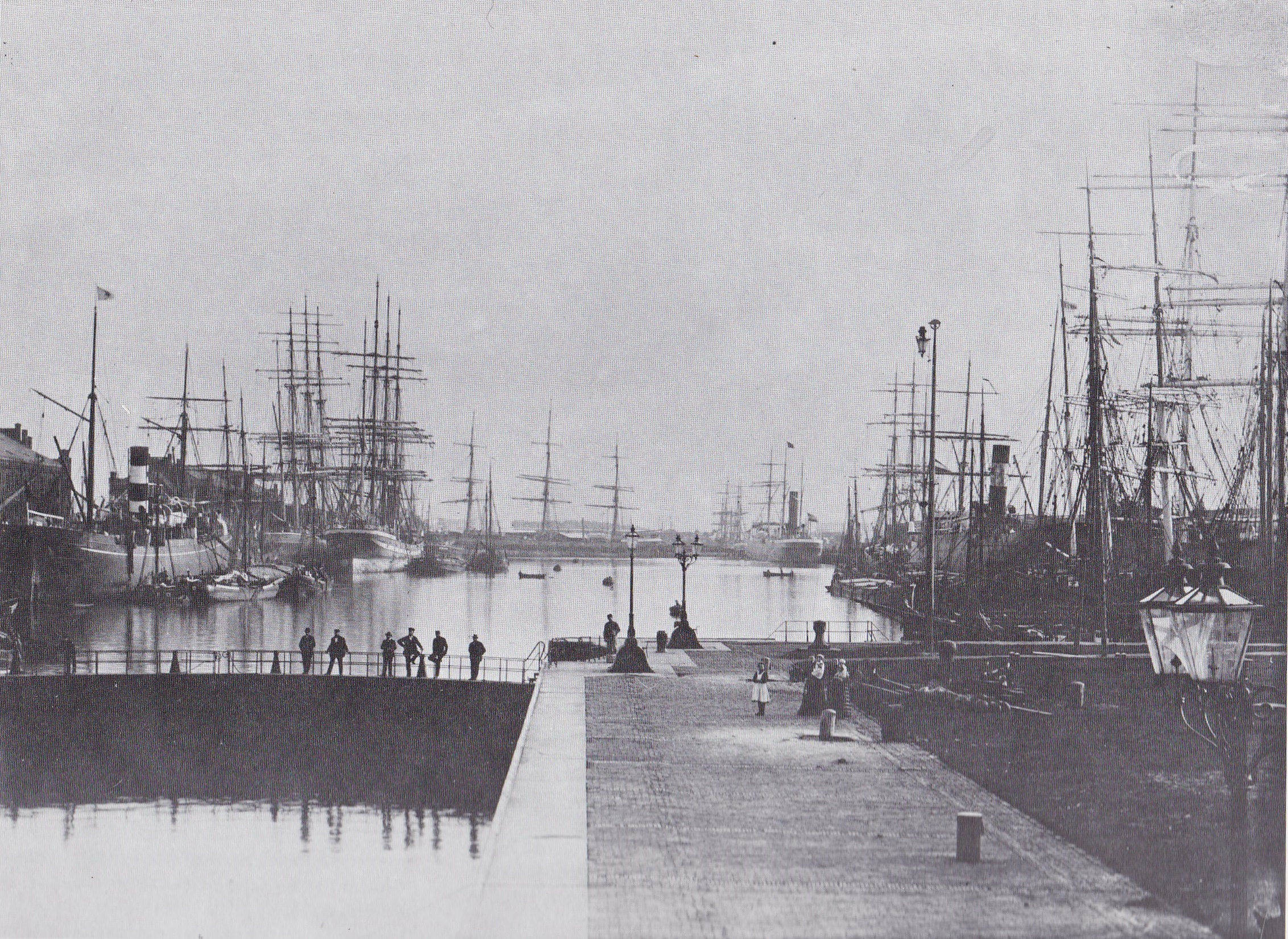
Reis- und Petroleumclipper im Handelshafen
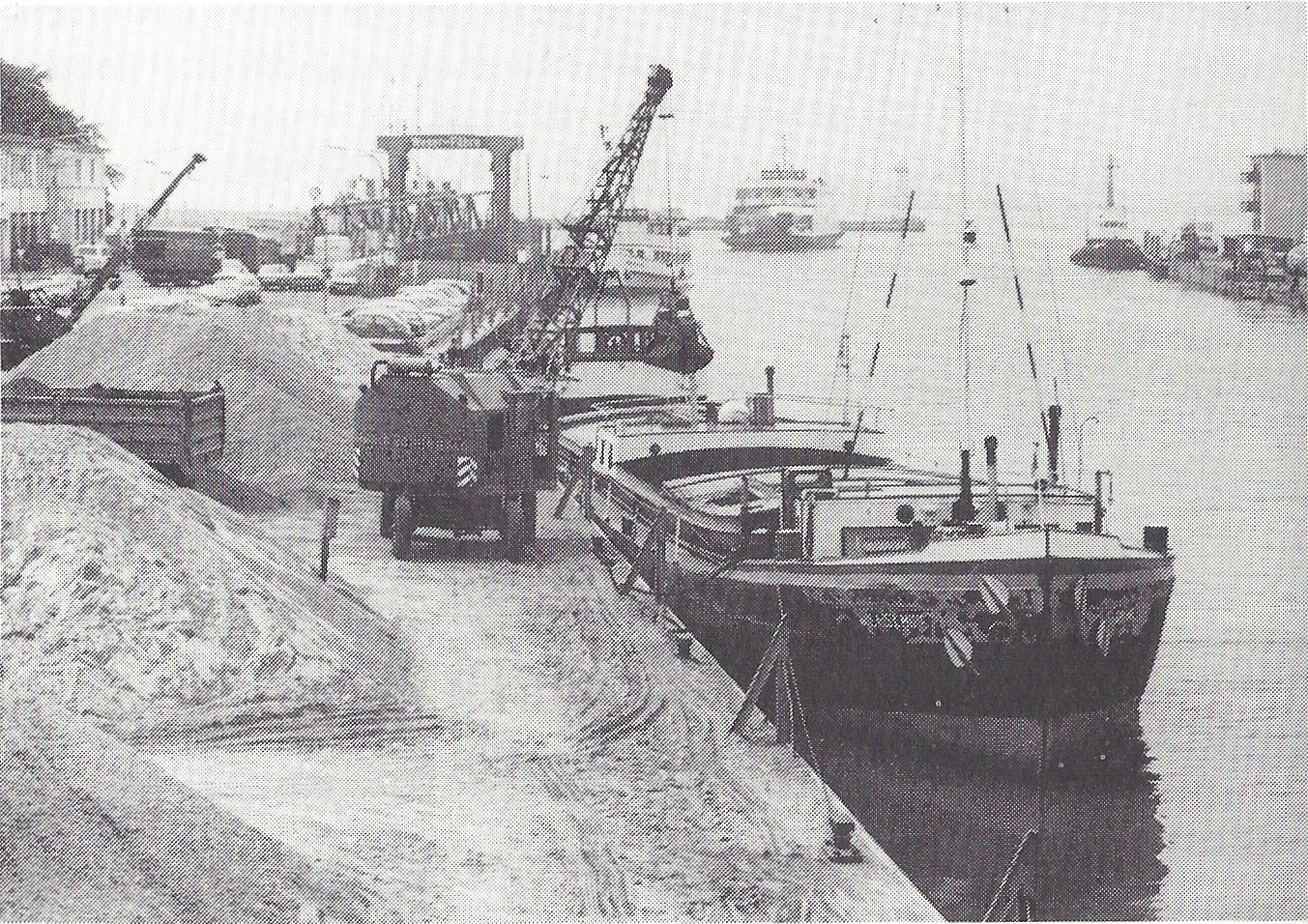
Kies für Rathjen an der Geeste
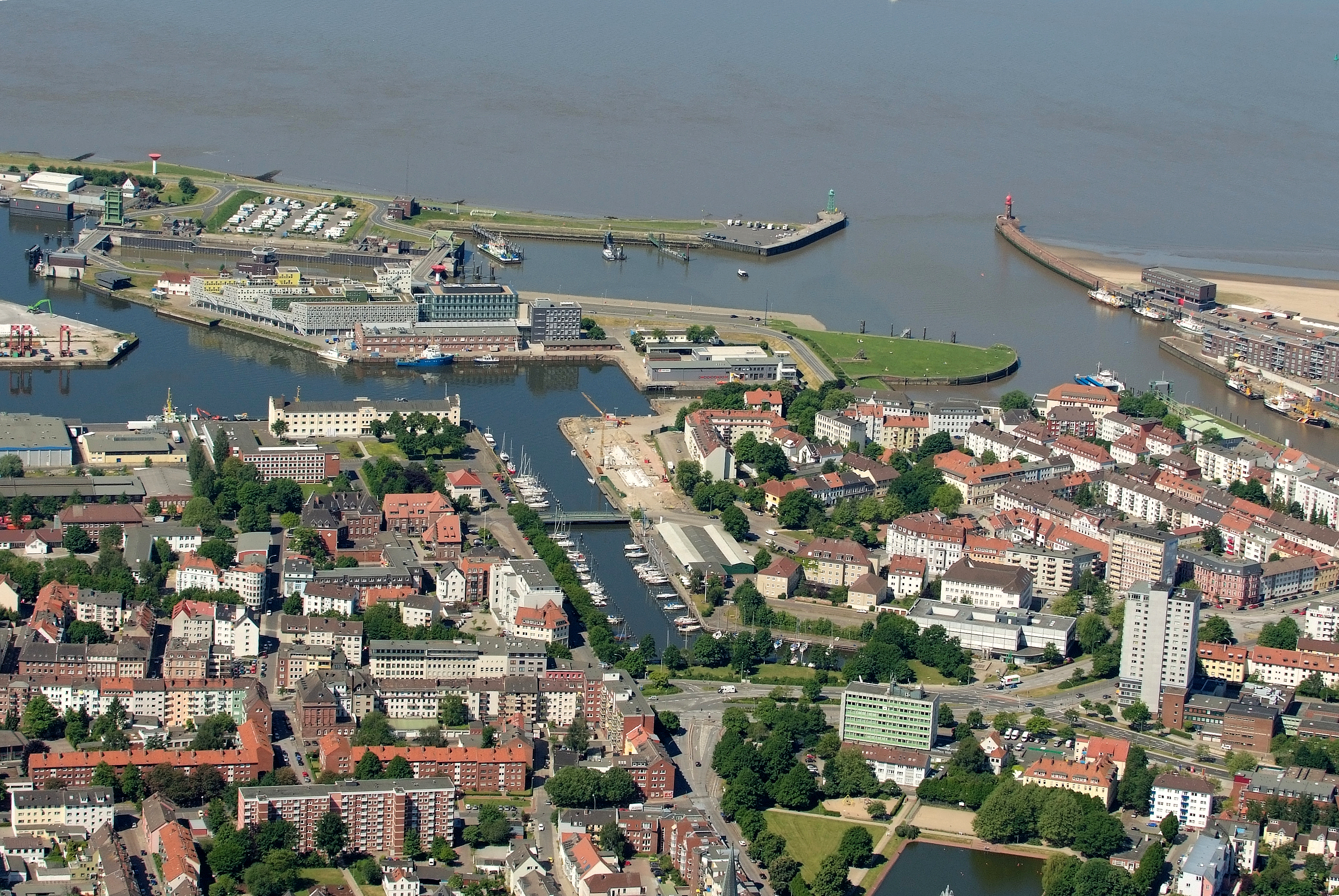
Geestemünder Häfen
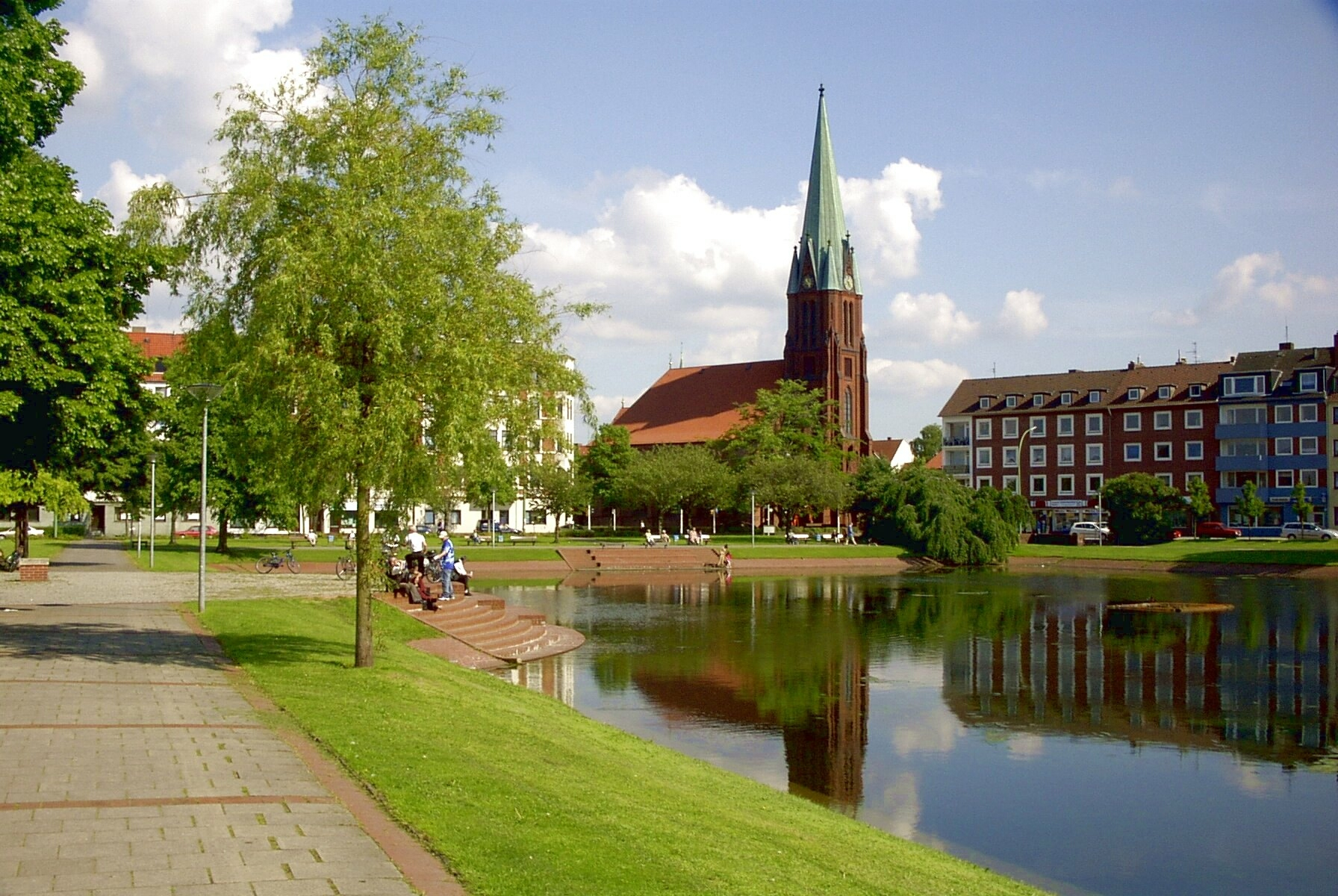
Holzhafen
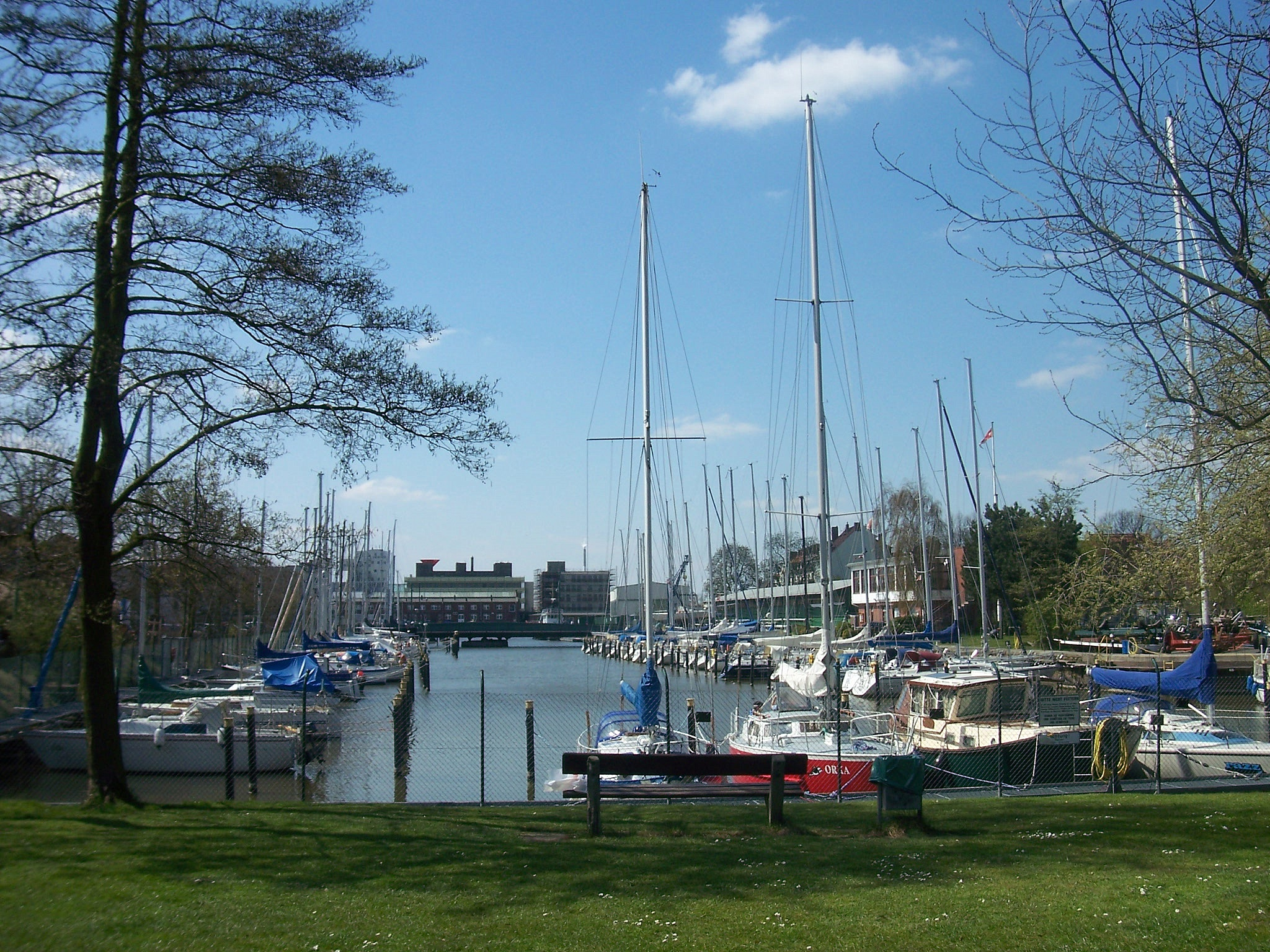
Hauptkanal, Marina

## Mitte (Bremerhaven)

### Alter Hafen
Die Versandung der Weser und die größer werdenden Schiffe zwangen Bremen zum Bau eines vorgelagerten Hafens. Am 11. Januar 1827 kaufte Johann Smidt vom Königreich Hannover 122 Hektar Land an der Nordseite der Geestemündung. Jacobus Johannes van Ronzelen leitete den Bau des Alten Hafens zwischen 1827 und 1830. Ronzelens berühmte Schleuse zur Geeste war die erste Hafen-Kammerschleuse des europäischen Kontinents. Anstelle normaler Ebbetore hatte das Binnenhaupt sogenannte Fächertore. Bei Niedrigwasser konnte aus dem Hafenbecken Wasser abgelassen und damit der Schlick aus Vorhafen und Schleuse herausgespült werden. Die Schleuse wurde bis 1928 genutzt. Etwa an ihrer Stelle steht heute der Richtfunkturm Bremerhaven. Der bogige Vorhafen zum Alten Hafen und das 1897 gebaute Zollhaus sind erhalten. Vor allem durch die Auswanderer nahm der Schiffsverkehr ständig zu. Nach der Fertigstellung des Neuen Hafens verlor der Alte Hafen seine Funktion als Auswandererhafen. Ab 1892 wurde er als Fischereihafen genutzt. Als die Bremerhavener Fischereiflotte mit den landseitigen Anlagen 1930 in den (preußischen) Fischereihafen verlegte, fiel der Alte Hafen in einen „Dornröschenschlaf“. Der Bau des Deutschen Schifffahrtsmuseums beendete ihn nach 40 Jahren.

### Neuer Hafen
Für die aufkommenden Raddampfer war die Schleuse zum Alten Hafen zu klein. Deshalb entstand 1851/1852 der Neue Hafen. Bis 1937 war der Neue Hafen durch ein Fluttor und ein Hafensperrtor mit der Weser verbunden. 1944 wurde diese Zufahrt am Loschen-Turm zugeschüttet. Der Neue Hafen konnte nun nur noch durch den Kaiserhafen I und die damit über die Kaiserschleuse (oder die Nordschleuse) erreicht werden. Zwischen dem Neuen Hafen und dem Kaiserhafen existierte eine Schleuse, über die eine Straßen- und eine Eisenbahndrehbrücke führte. Diesen Brücken wurden 2002 durch die Klappbrücke Schleusenstraße ersetzt. Die Schleusentore wurden entfernt.
Mit einem Kanal, über den die Brücken zwischen Altem und Neuem Hafen führen, wurde 1928 die Verbindung zum Alten Hafen hergestellt. Markant sind die beiden Klappbrücken mit hochliegendem Gegengewicht. Auf dem südlichen Westufer des Neuen Hafens lag das Werk 4 der Schichau Unterweser AG. Sie baute einige der weltweit größten Schlepper und Tonnenleger. Seit 2005 verbindet eine neue Sportbootschleuse die Weser mit dem Neuen Hafen. Das Hafensperrtor wurde im Zuge des Neubaus entfernt.

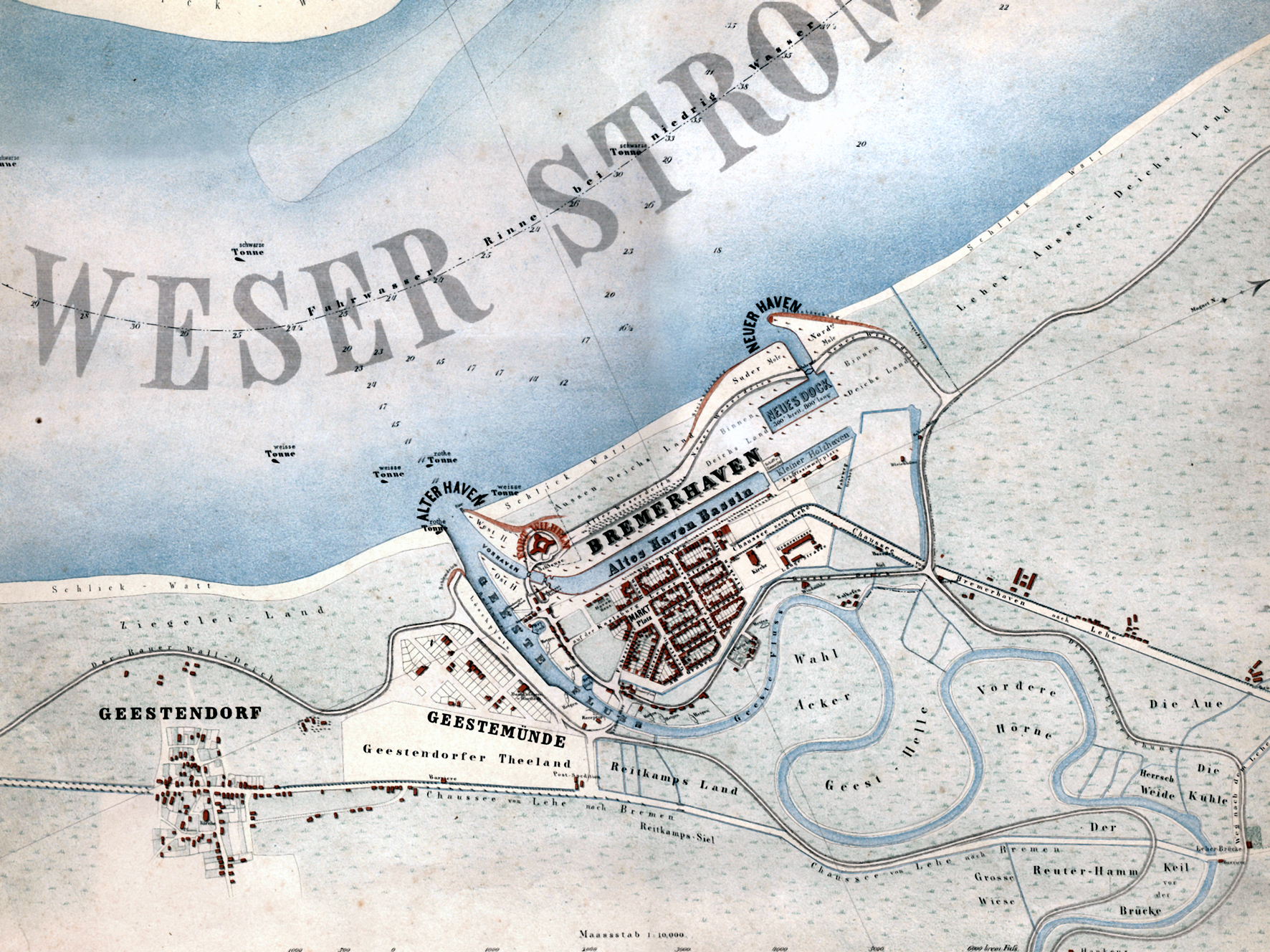
Alter Hafen und Neues Dock (1849)
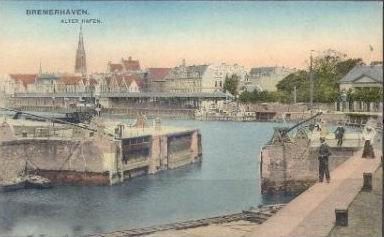
Schleuse zum Alten Hafen
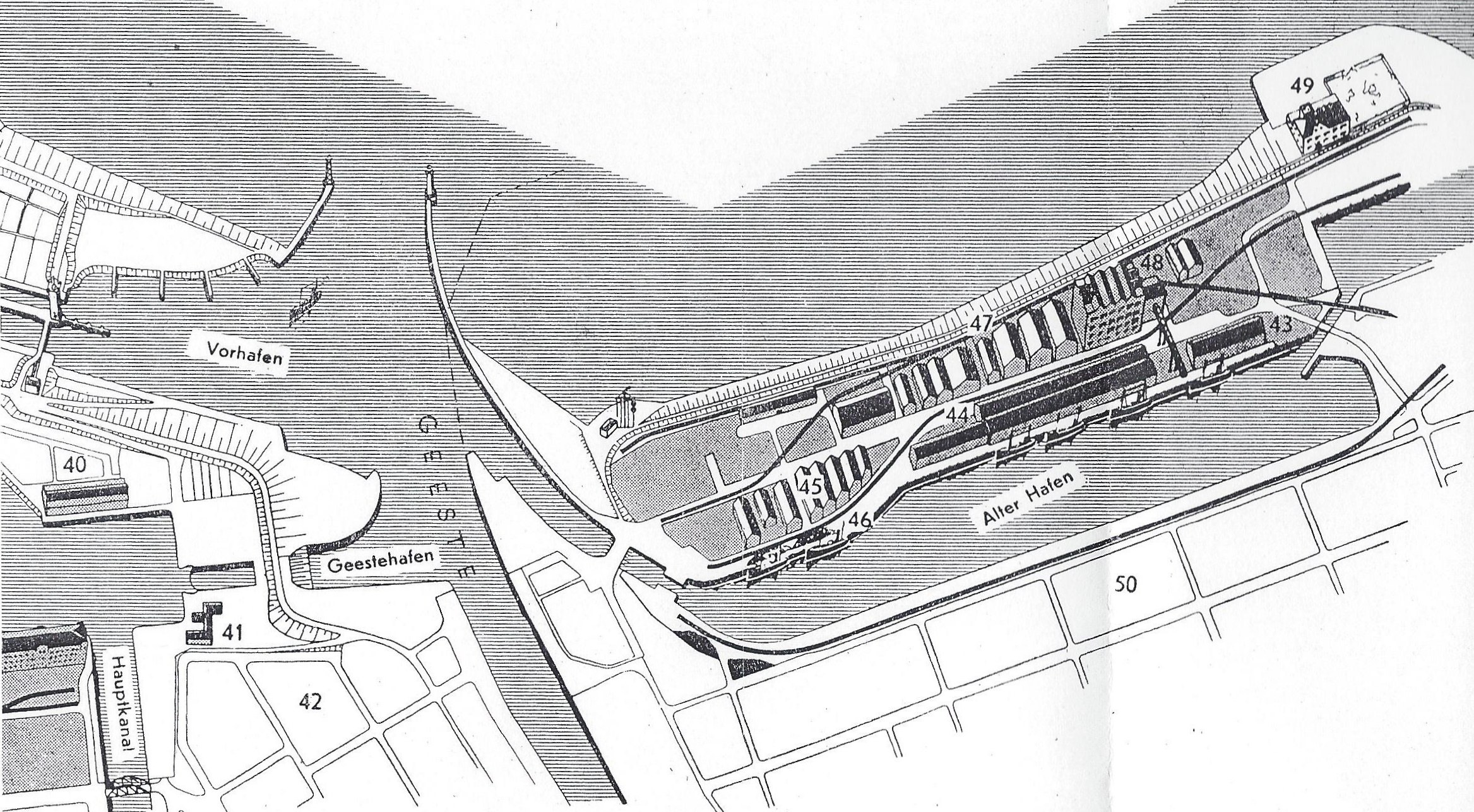
Fischereihafen im Alten Hafen (1925–1930)
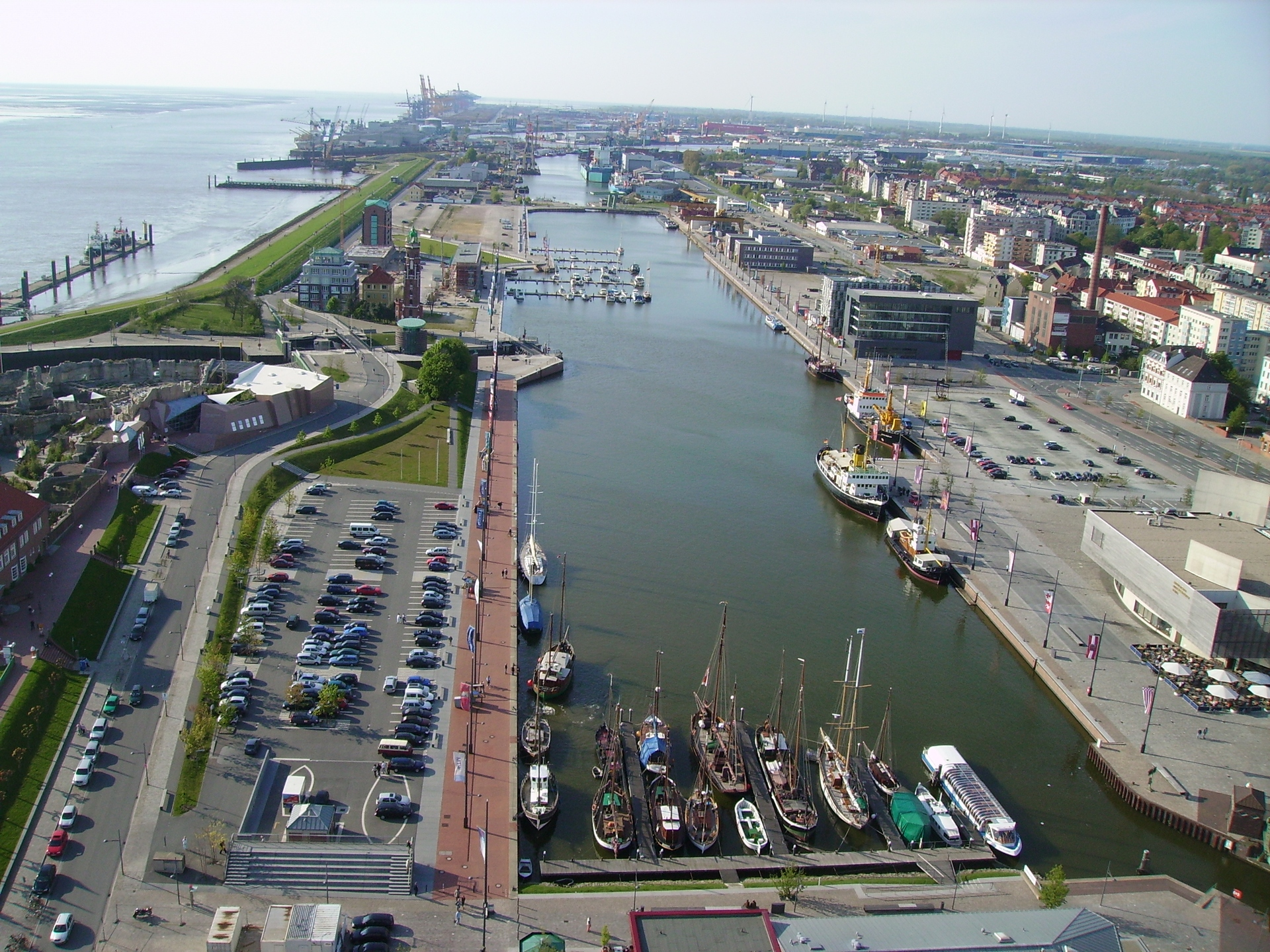
Neuer Hafen mit Sportbooten
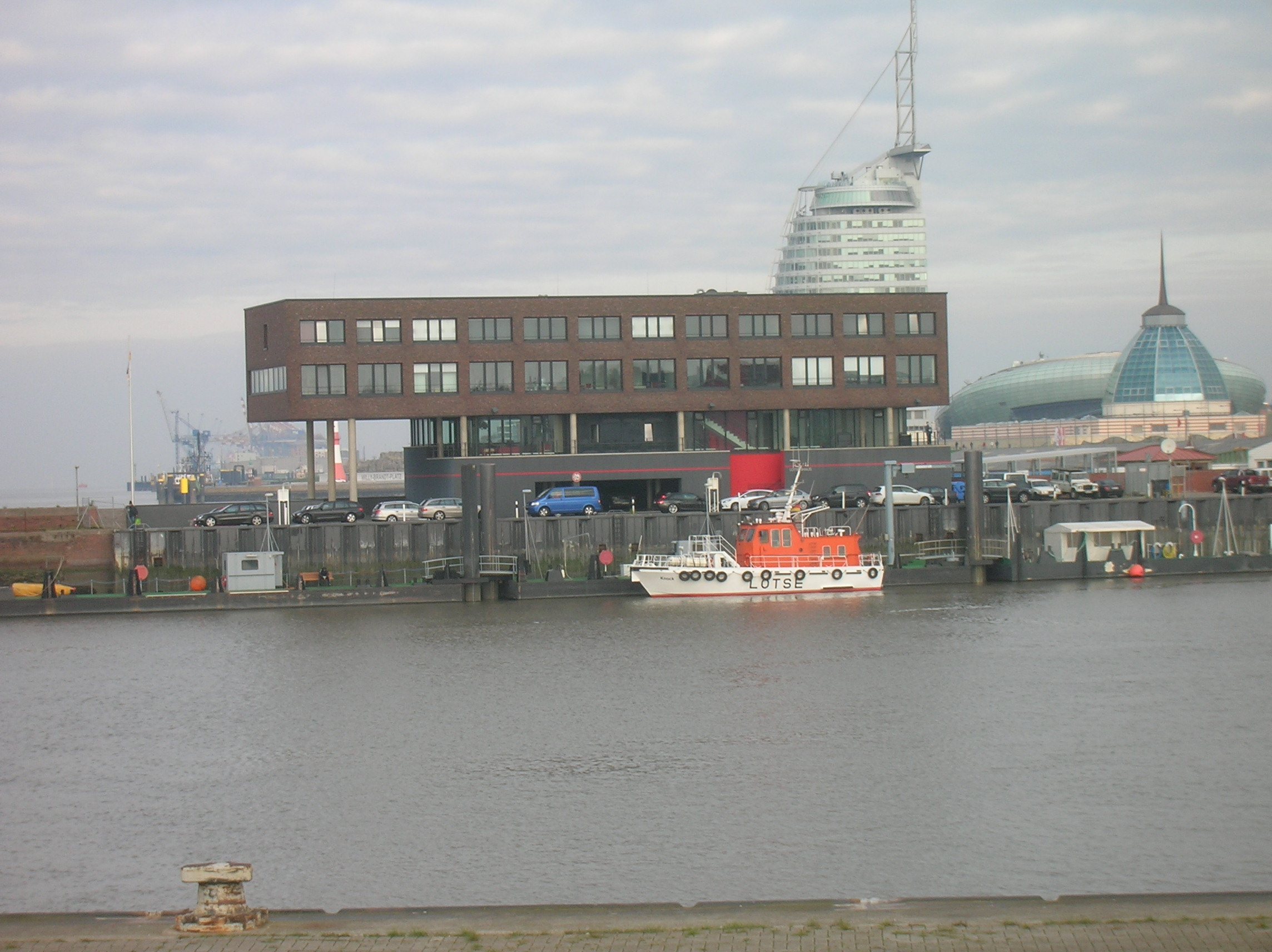
Lotsenstation im Geestevorhafen

## Stadtbremisches Überseehafengebiet
Die heutigen Seehäfen liegen im Stadtbremischen Überseehafengebiet. Eine Ausnahme ist der Container Terminal IV im Stadtteil Weddewarden. Die Eingliederung der zuvor zu Bremerhaven gehörenden Überseehäfen in die Stadt Bremen erfolgte 1938. Ein Jahr später wurde Bremerhaven mit Wesermünde zur preußischen Stadt Wesermünde zusammengeschlossen. Wesermünde wurde 1947 in Bremerhaven umbenannt und ins Bundesland Bremen eingegliedert. Das Stadtbremische Überseehafengebiet ist ein Ortsteil des Stadtteils Häfen in Bremen, der wiederum zum Bremer Stadtbezirk Mitte gehört. Die Diskussion über die Berechtigung bzw. Sinnhaftigkeit dieser politischen Konstruktion flammt immer mal wieder auf. Oberster Kommunalbeamter für das stadtbremische Hafengebiet ist der Hafenkapitän. Die polizeilichen Aufgaben werden von der Bremerhavener Polizei wahrgenommen. Die Kfz-Kennzeichen aus dem Hafengebiet sind heute dem Bremerhavener Kennzeichen angepasst worden: HB mit einem Buchstaben und vier Ziffern. Früher HB mit zwei Buchstaben und drei Ziffern (Bremen-Stadt).
Die an der Weser liegenden Hafenanlagen sind von den Gezeiten abhängig. Es handelt sich dabei um die Columbuskaje und den (nach Wilhelm Kaisen benannten) Container-Terminal Bremerhaven. Die übrigen Häfen liegen als Dockhäfen hinter Schleusen. Das privatwirtschaftliche Hafenmanagement liegt bei Bremenports.

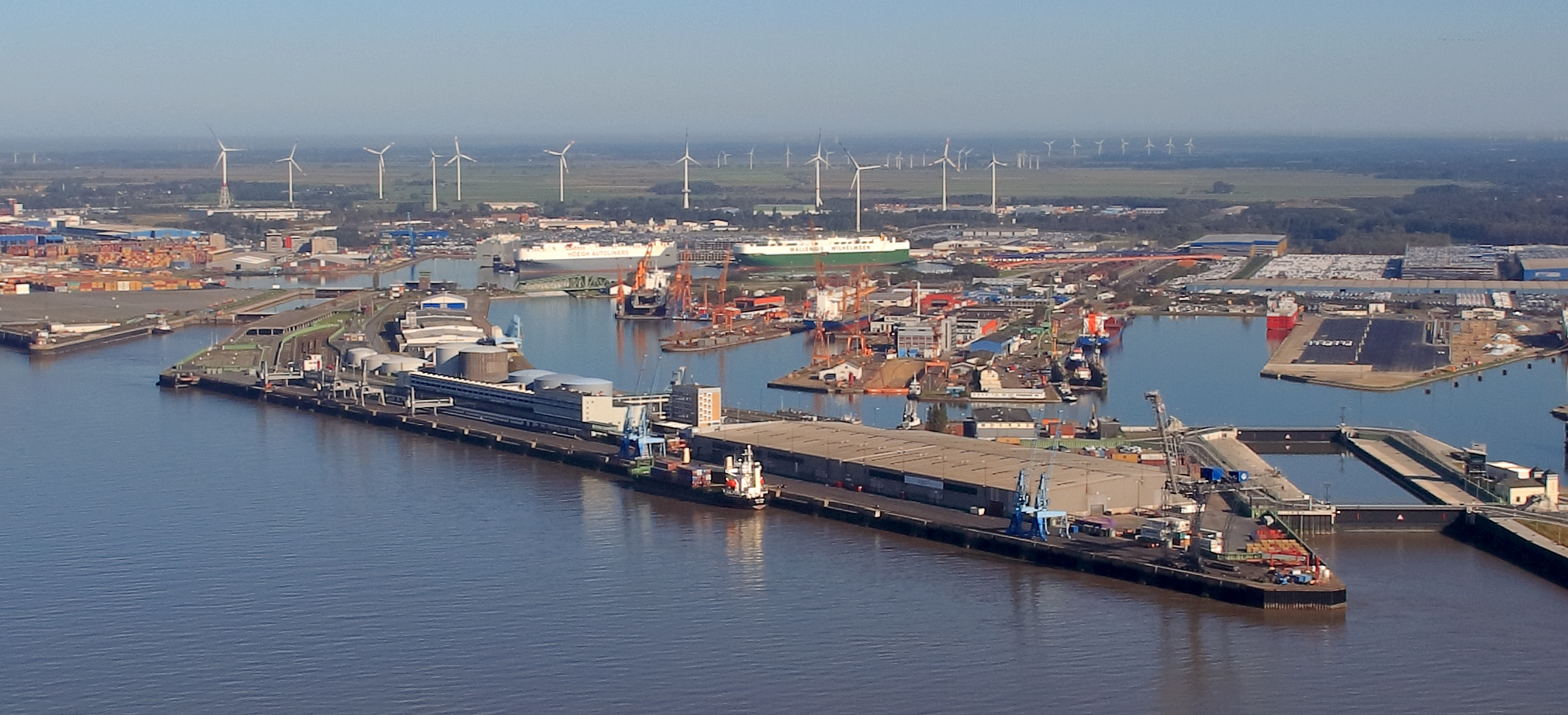
Columbuskaje zwischen Nordschleuse (links) und Kaiserschleuse

### Columbuskaje
Die etwa einen Kilometer lange Columbuskaje konnte 1927 in Betrieb genommen werden. Sie wird im Süden von der Zufahrt zur Kaiserschleuse und im Norden durch die Zufahrt zur Nordschleuse begrenzt. Nach fast 100-jähriger Nutzungsdauer wurde sie in den Jahren 2021 bis 2024 in Abschnitten erneuert. Etwa 20 m vor die alte Kaje wurde eine neue Spundwand in den Boden der Weser gerammt und der Zwischenraum verfüllt. Im nördlichen Teil wurde in den Jahren 1958 bis 1962 die Fahrgastanlage II (Columbusbahnhof) erbaut. Im nördlichen Teil der Fahrgastanlage befindet sich das Kreuzfahrtterminal, in dem heute die Passagiere abgefertigt werden. Nach einem Betreiberwechsel änderte sich zum 1. Januar 2025 auch dessen Namen. Aus dem seit 1998 bekannten Columbus-Cruise-Center Bremerhaven wurde der Bremerhaven Cruise Port. Auf dem südlichen Teil der Kaje entstand anstelle der abgerissenen Fahrgastanlage I eine moderne Halle für das Stückgut-Terminal Bremerhaven, die später für den Bananenumschlag verwendet wurde und heute von einem Logistikunternehmen genutzt wird.

#### Englandfähre

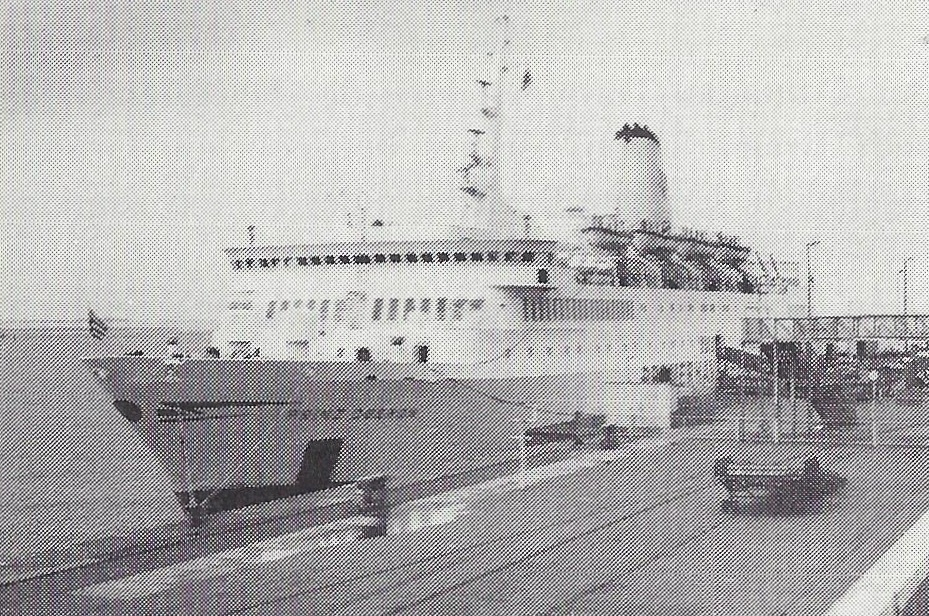
Englandfähre MS Prinz Oberon an der Columbuskaje

Am Nordende der Columbuskaje wurde früher die Englandfähre nach Harwich abgefertigt. Die Stadt Bremen und die Bremer Lagerhausgesellschaft hatten einen 3.000 m² großen Fährplatz eingerichtet. Kraftfahrzeuge erreichten ihn über die Zufahrt am Vorhafen der Nordschleuse und fuhren über eine Tidenrampe in das Schiff. Die schwedische Lion Ferry AB Halmstad nahm diese erste Fährverbindung zwischen Deutschland und Großbritannien mit der Prins Hamlet am 23. Mai 1966 in Betrieb. Das in Finnland gebaute Schiff zählte mit 7.680 BRT bei 135 m Länge und 20 m Breite zu den modernsten und größten Schiffen seines Typs in Nordwesteuropa. Es konnte 200 Passagiere und 250 Pkw aufnehmen. Die Reisegeschwindigkeit war 20 Knoten. Noch im selben Jahr gab es über 50.000 Passagiere und ein Ladungsaufkommen von 32.000 Tonnen. 1967 hatte die Linie mit 72.114 beförderten Personen mehr Passagiere als der transatlantische Reiseverkehr ab Bremerhaven. Im Winter wurde die wesentlich kleinere Viking III (3657 BRT) eingesetzt.
1969 wurde die Prins Hamlet an die Hamburger Prinzenlinie verkauft, an der Lion Ferry mit 50 % beteiligt war. Die Abfahrten wechselten täglich zwischen Hamburg und Bremerhaven. Am 8. Juni 1970 kam der Neubau Prins Oberon unter schwedischer Flagge in Fahrt. Das Schiff war 7.932 BRT groß und 134 m lang. Es konnte 1040 Passagiere befördern, davon 702 in Kabinen. 238 Pkw und 47 Trailer passten in das Fahrzeugdeck. Bei 22 Knoten brauchte das Schiff für die Überfahrt nach Harwich 16 Stunden. Im Dezember 1978 wurde das Schiff in Bremen als Prinz Oberon registriert. 1982 wurde die Verbindung eingestellt.

### Container-Terminal
Mit dem Bau des nach Wilhelm Kaisen benannten Container-Terminals (CT) wurde 1968 begonnen. Er befindet sich nördlich der Nordschleuse und wurde schrittweise erweitert. 2008 konnte der Container-Terminal IV in Betrieb genommen werden. Die Stromkaje des CT hat eine Länge von fast 5 Kilometern.

### Kaiserhäfen

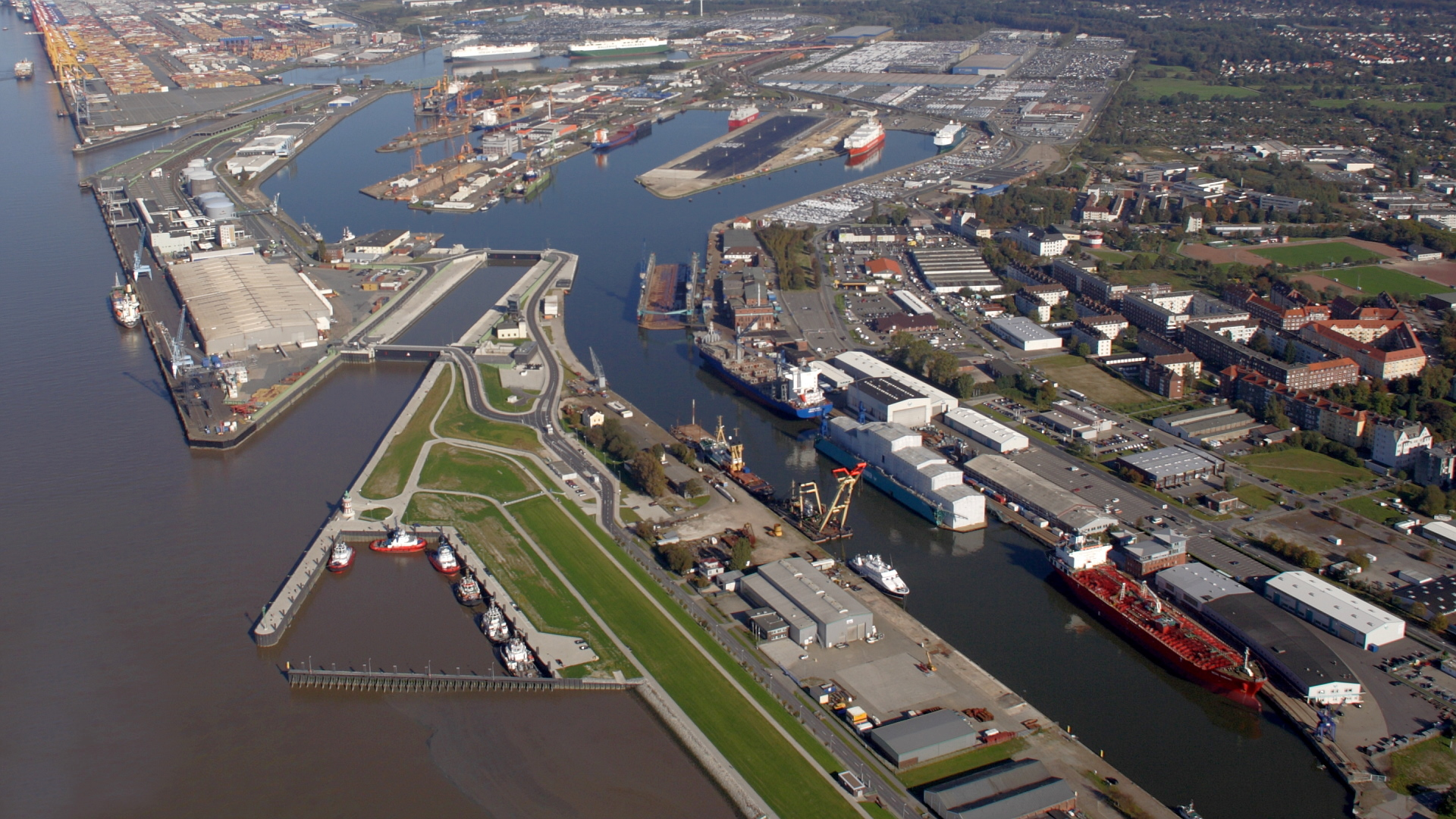
Kaiserhäfen, Kaiserschleuse und Verbindungshafen

#### Kaiserhafen I
Als der plötzliche Wohlstand der Gründerjahre auch Bremen erreichte und den Schiffsverkehr in den Häfen Bremerhavens stark anwachsen ließ, beschloss der Bremer Senat den Bau eines dritten Hafenbassins. Mit der Planung beauftragt wurde Carl Friedrich Hanckes. Als Huldigung an das Deutsche Kaiserreich und Wilhelm I. wurde es Kaiserhafen genannt. Der Bau wurde schnell vorangetrieben. 1875 waren das Hafenbassin und die Verbindungsschleuse zum Neuen Hafen fertig. Beim Leuchtturm Kaiserschleuse entstand 1876 die neue Seeschleuse (die sogenannte kleine Kaiserschleuse) mit Vorhafen. Wie die Einfahrt zum Neuen Hafen war sie eine einfache Dockschleuse, die nur bei ausgeglichenem Wasserstand in Weser und Hafen für etwa eine Stunde geöffnet werden konnte. Allerdings hatte sie ein zusätzliches Paar Fluttore als Hochwasserschutz und eine um 5 Meter schmalere Durchfahrt als ihr Vorbild am Neuen Hafen – die Zeit der Raddampfer war vorbei. Ungünstig war die Lage quer zum Hafenbecken. Größere Schiffe konnten bald nicht mehr drehen. Deshalb erhielt die gegenüberliegende Pier 1881 die charakteristische Ausbuchtung. Da auch sie bald nicht mehr reichte, musste die große Kaiserschleuse gebaut werden. Die kleine Kaiserschleuse ist längst zugeschüttet und in den Weserdeich einbezogen worden. An die Verbindungsschleuse zum Neuen Hafen erinnert die Schleusenstraße. Die Stadtseite des Kaiserhafens I war die Zerstörerkaje, auf der nach dem Krieg die MWB Motorenwerke Bremerhaven (heute Teil von German Dry Docks) entstanden. Am Nordende lag der Schwimmkran Langer Heinrich.
Vor dem Bau der Kaiserhäfen II und III war die ganze westliche Seite des Kaiserhafens I – von der großen Kaiserschleuse bis zum Loschen-Turm am Neuen Hafen – vom Norddeutschen Lloyd in Beschlag genommen. Nach dem Zweiten Weltkrieg lagen dort gewöhnlich die Schwimmkräne Enak (1967, 850 tdw), Roland (1971, 1000 tdw) und Thor (1971, 1000 tdw) der Bugsier-, Reederei- und Bergungsgesellschaft. Bugsier war mit der Reederei von Wilhelm Schuchmann verbunden.

#### Kaiserhafen II
Mit der Erweiterung des Kaiserhafens wurden die Bremerhavener Hafenbaudirektoren Rudolf Rudloff (1851–1922) und Federico Claussen beauftragt. Der Kaiserhafen II entstand 1906/1908 und wurde 1925/1927 verlängert, an der Ostseite wurde die Kaje fertiggestellt. Die Verlängerung erhielt die Bezeichnung Planhafen. Da dieser Hafen durch die Franziusstraße abgetrennt war und nie ein Schiff gesehen hat, wurde er im Volksmund U-Boot-Hafen genannt. Das Hafenbecken wurde in den 1980er Jahren wieder verfüllt, um Platz für die Lagerung von Automobilen zu schaffen.

#### Kaiserhafen III
Der Kaiserhafen III wurde von 1907 bis 1909 gebaut.
Die Westseite (Bückingstraße) war ab 1926 die „Bananenpier“. Etwa die Hälfte aller in der (alten) Bundesrepublik verbrauchten Bananen wurde hier angelandet. Beim Entladen der Stauden erwachte manche mittelamerikanische Giftschlange aus dem Kühlschlaf, auch die Vogelspinne in dem ehemaligen Aquarium der „Tiergrotten“ stammt von hier. 1983 wurde der Umschlag in den neuen Fruchtterminal am Verbindungshafen gegenüber der Lloyd-Werft verlegt. Seither wird die Kaje auf der Westseite für schiffbauliche Aktivitäten genutzt. An ihrem südlichen Ende befindet sich der Liegeplatz für ein Schwimmdock. Seit 2017 wird die Westkaje abschnittsweise erneuert.

#### Hafenfähre
Die Hafenfähre im Kaiserhafen verkehrte von 1931 bis 1964; ab Mitte der 1950er Jahre durch die Verkehrsgesellschaft Bremerhaven AG (VGB) betrieben. Die Fährstrecke führte vom Alten Fährweg beim Zollamt Rotersand über die Lloyd-Werft und Frigus zum Columbusbahnhof, dann über den Anleger Kaiserschleuse zurück zum Rotersand. Ersetzt wurde die Fähre durch die Buslinie 14.

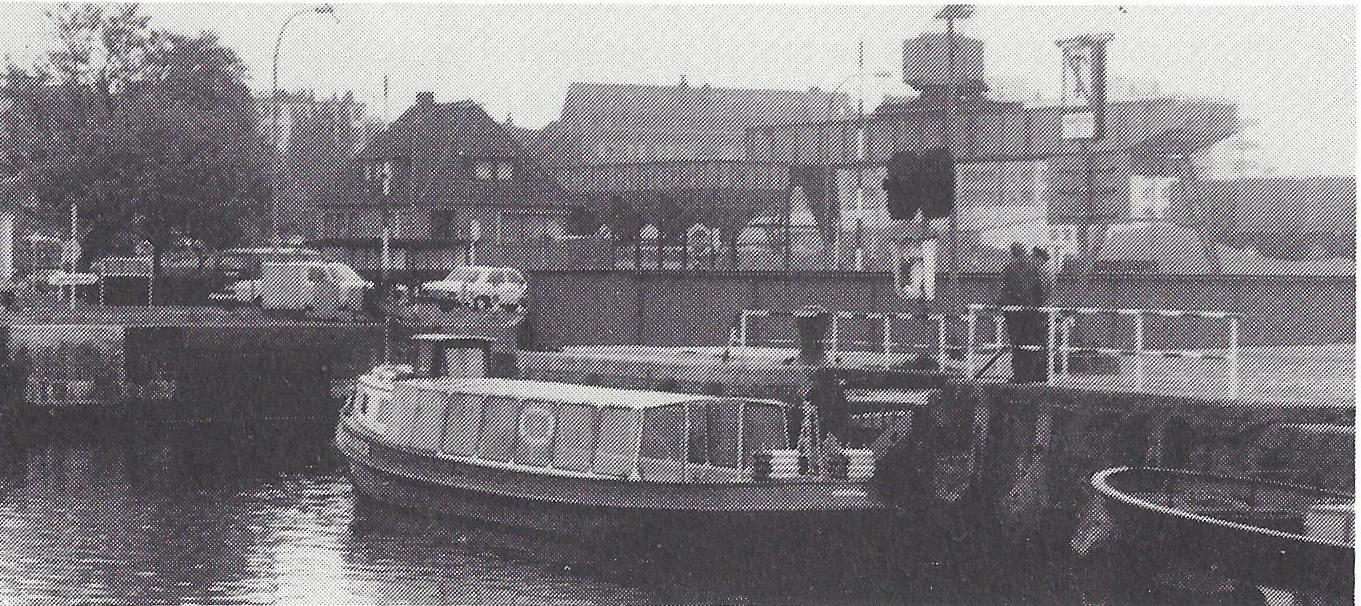
Schleuse zum Neuen Hafen
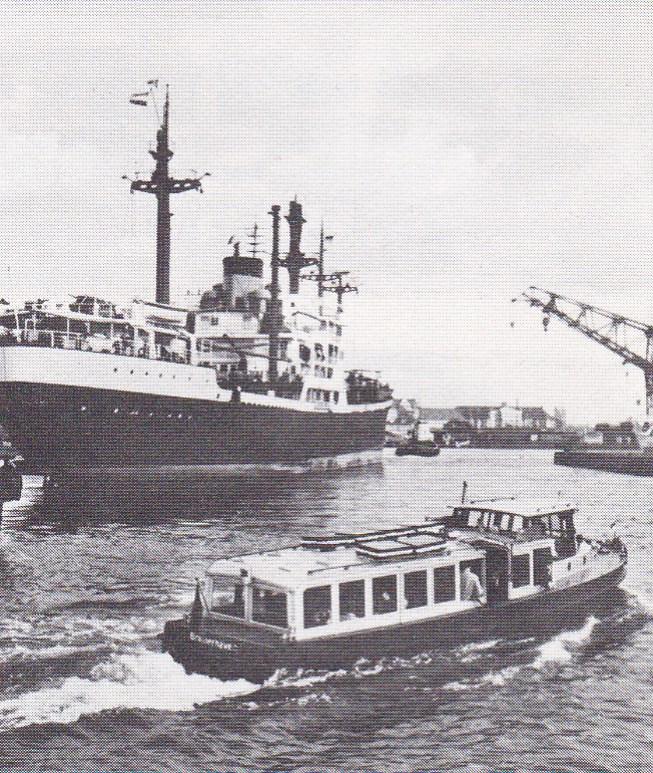
Hafenfähre
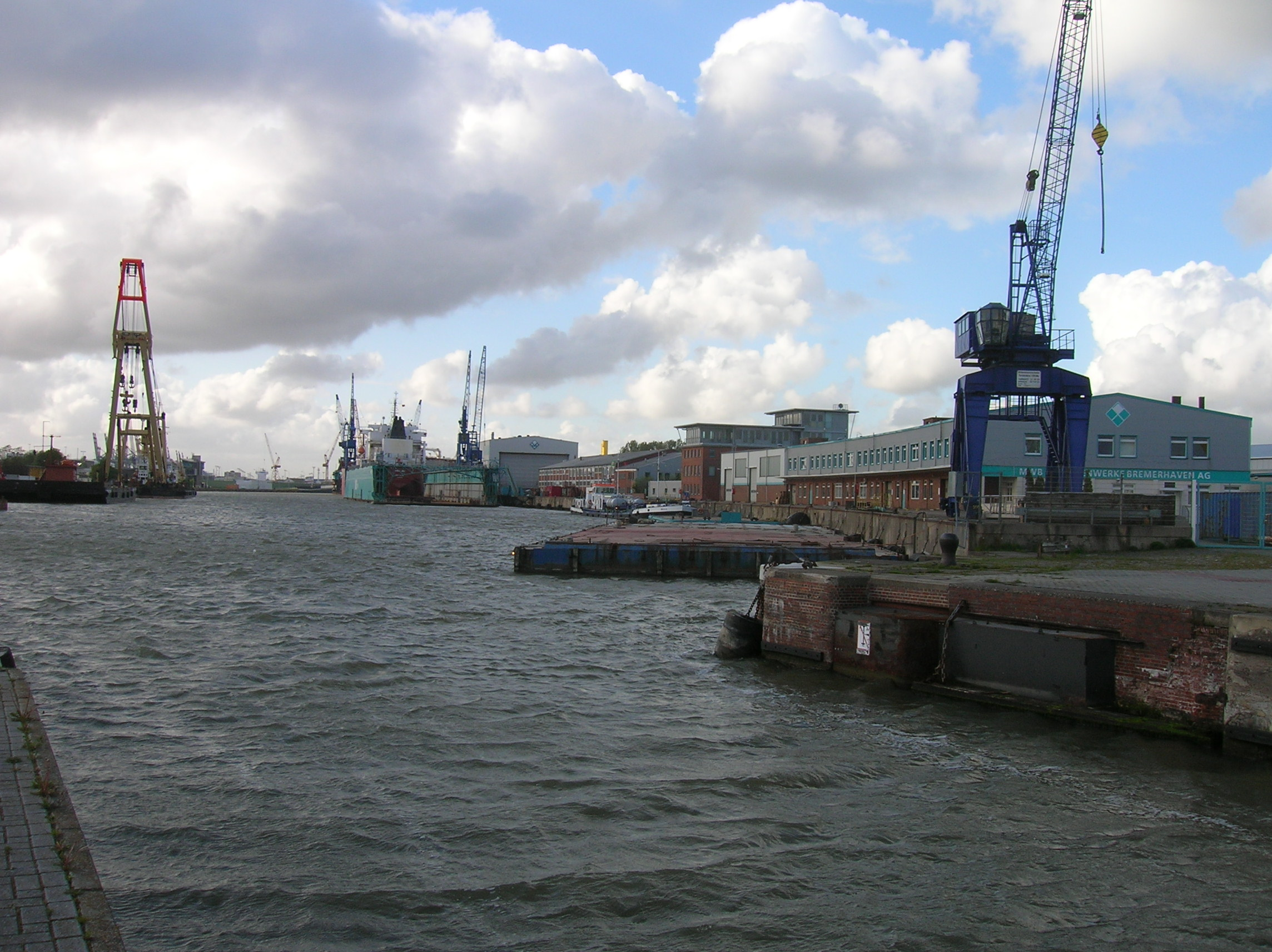
Kaiserhafen I, MWB
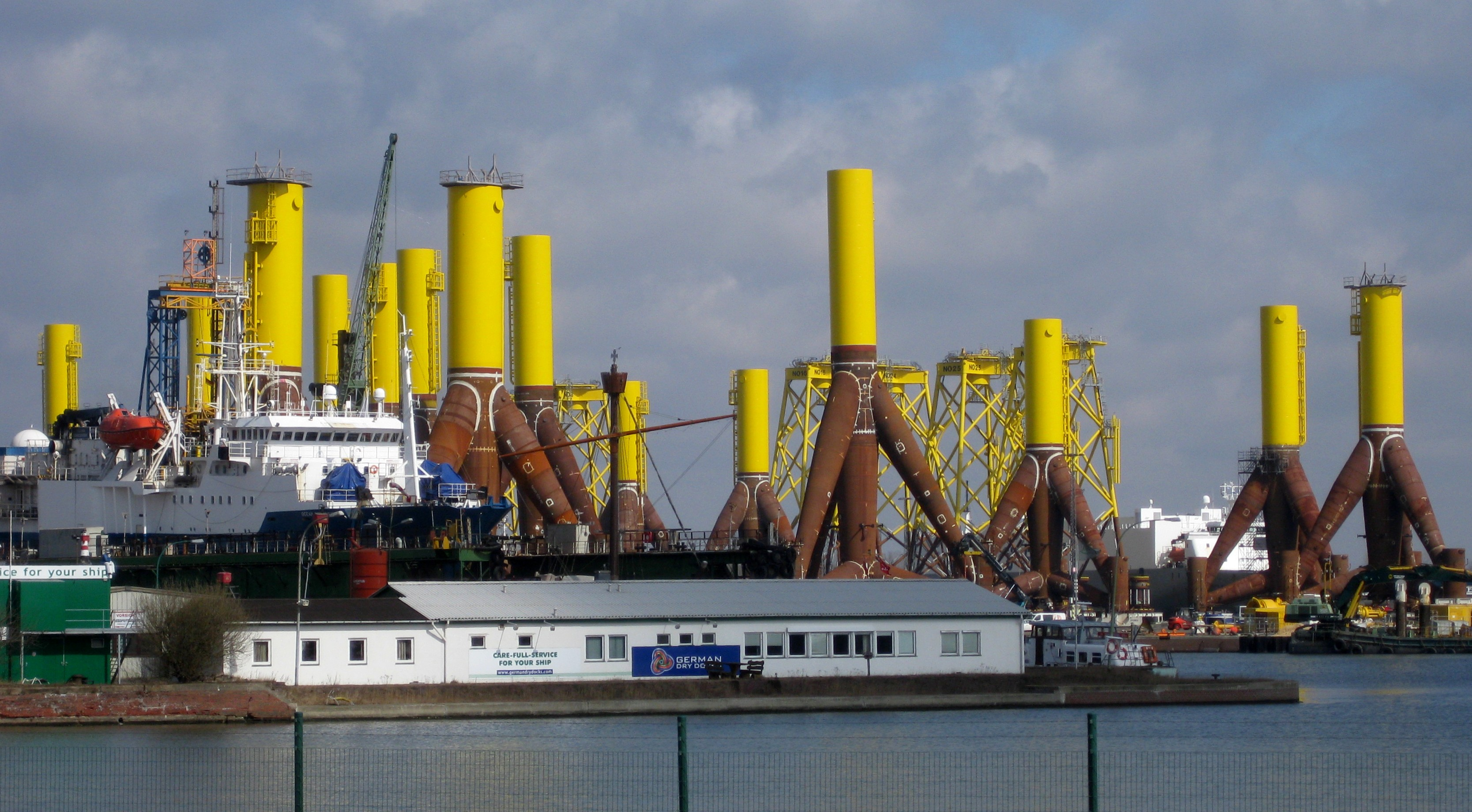
Tripods im Kaiserhafen II
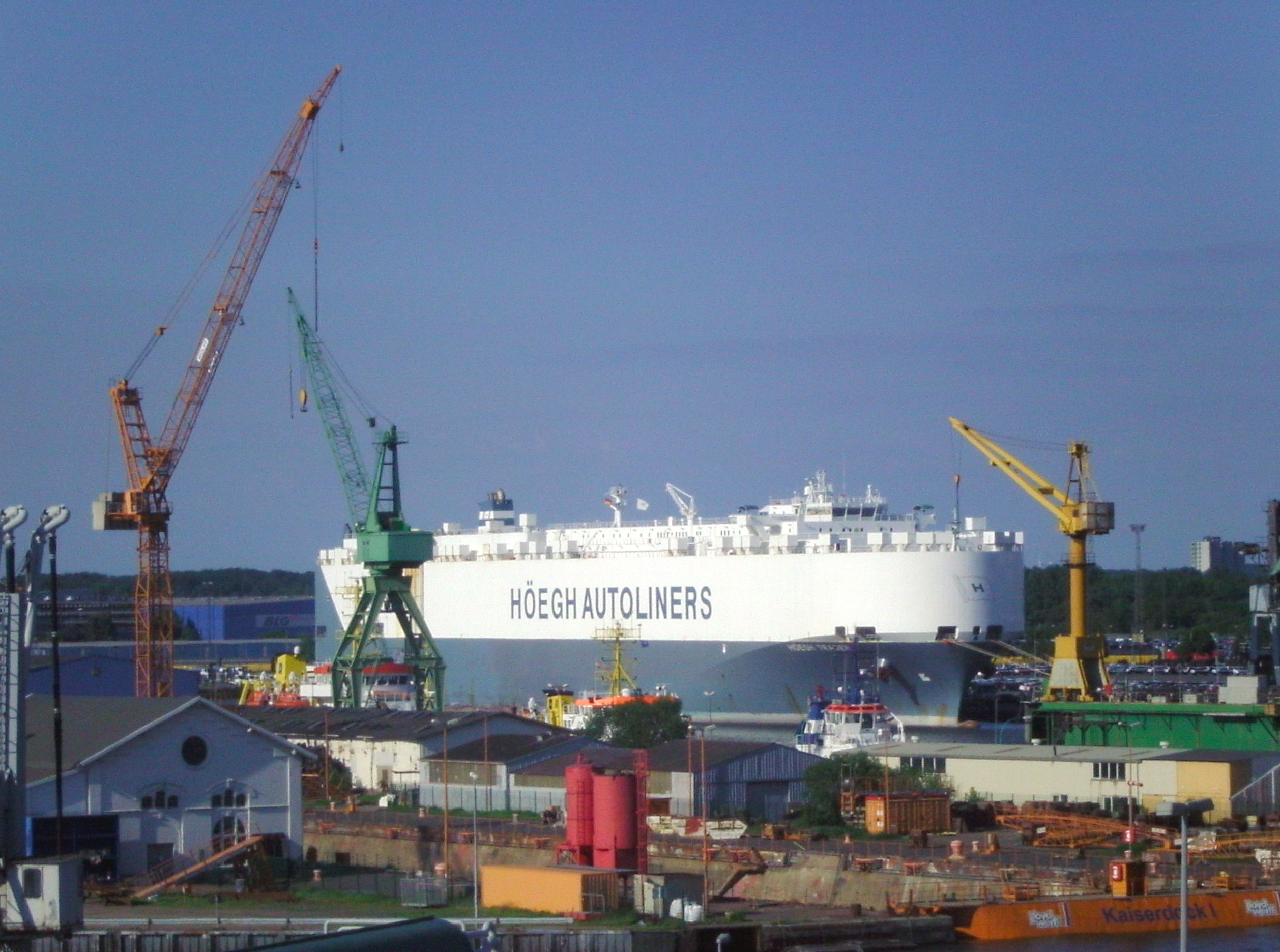
Kaiserhafen III
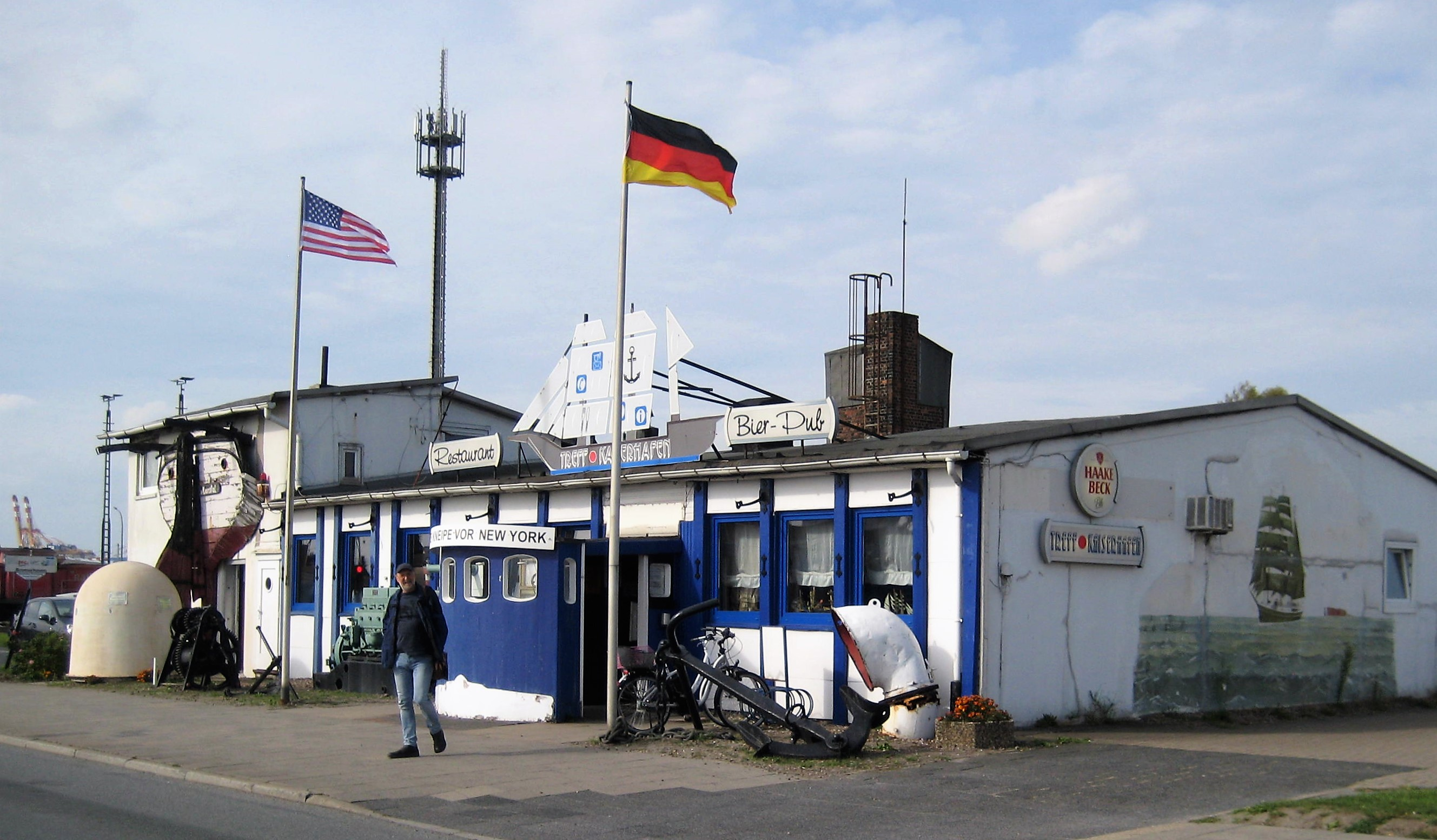
Treffpunkt Kaiserhafen

### Nordhafen / Osthafen

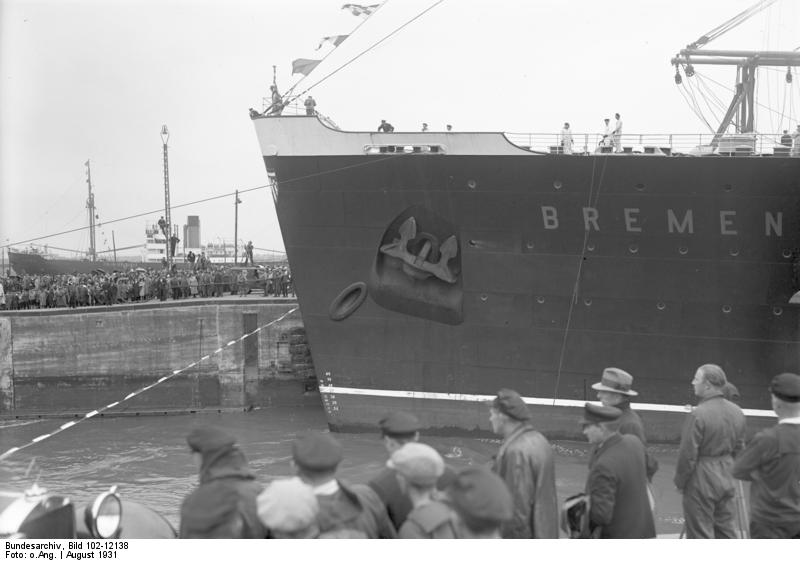
Einweihung der Nordschleuse durch die Bremen

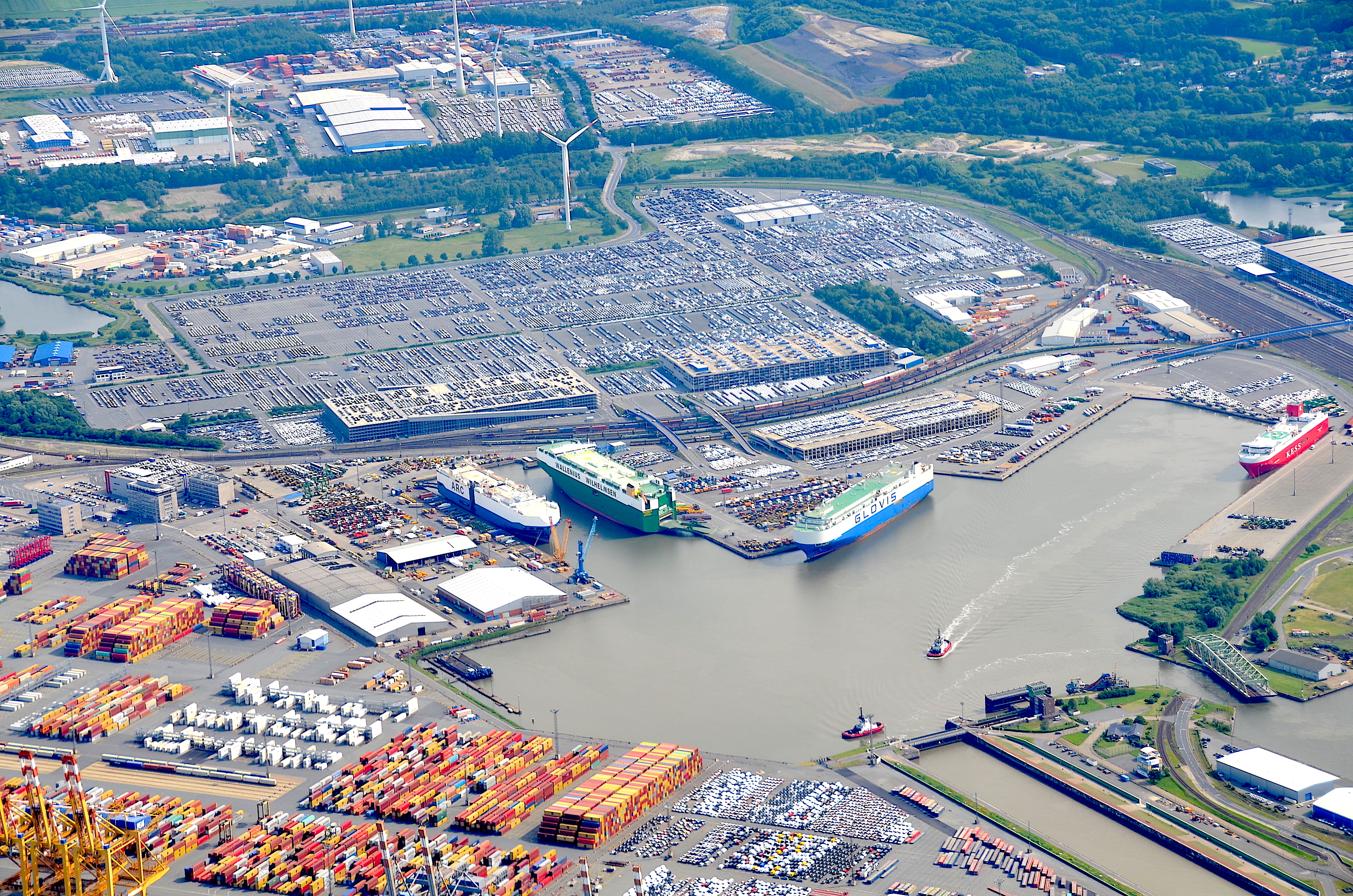
Wendebecken und Nordschleuse mit Autoterminal der BLG Logistics Group (2019)

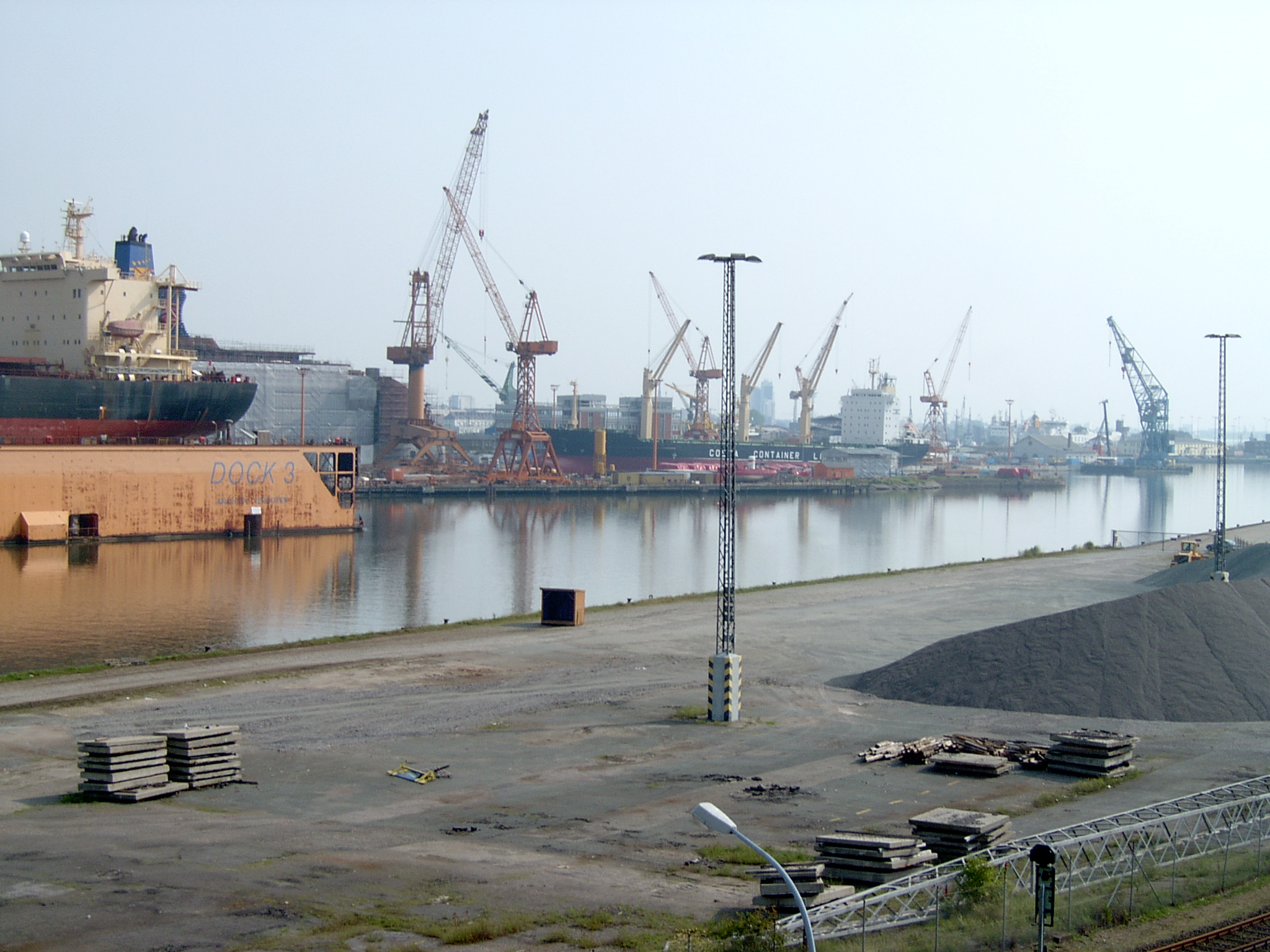
Lloyd-Werft (Ostseite)

Die Nordschleuse wurde 1928 für die Transatlantikliner und die großen Kriegsschiffe der Reichsmarine gebaut. Beim Bau des Wendebeckens verschwand die alte Festung Brinkamahof I. Westlich vom aufgelassenen Flugplatz Weddewarden liegt der anschließende Nordhafen. Mit dem Kaiserhafen II steht er heute im Zentrum des Umschlags von Kraftfahrzeugen mit 120.000 Stellplätzen.
Der Nordhafen wurde für die Flugzeugträger der Kriegsmarine gebaut. Im Herbst 1957 machte der US-amerikanische Flugzeugträger Forrestal im Nordhafen fest. In den Jahren 1960–1963 entstand der Osthafen. Als „Erzhafen“ diente die südliche Pier von 1965 bis 1993 dem Erzumschlag. Bis 1993 wurden jährlich bis zu 4 Millionen Tonnen Eisenerz entladen, vor allem für die Klöckner-Hütte Bremen. Die beiden Entladebrücken konnten pro Stunde jeweils 1000 Tonnen Erz vom Schiff auf Waggons von Ganzzügen oder (über ein Förderband) zum Lagerplatz befördern. Heute dienen die südliche und die nördliche Pier dem Umschlag von Kraftfahrzeugen.

### Autoterminal
An den Kaiserhäfen II und III, Nordhafen sowie Osthafen befindet sich die Automobildrehscheibe. Das Autoterminal Bremerhaven ist, mit einer Gesamtfläche von 240 Hektar und Stellflächenkapazität für 95.000 PKW sowie mit über 2,3 Mio. Fahrzeugen pro Jahr, eines der größten Seehafenterminals Europas.

### Verbindungshafen

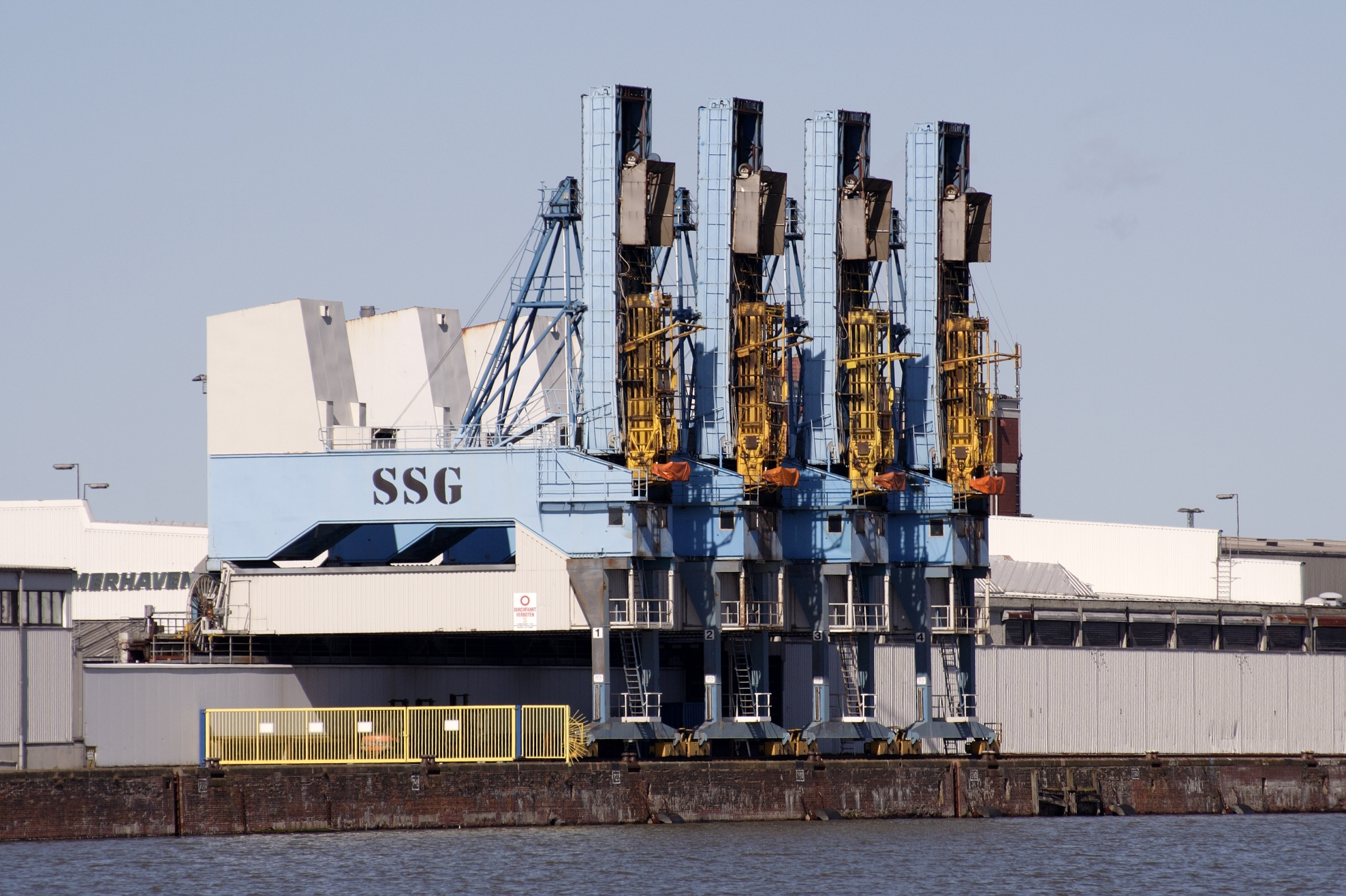
Bananenelevatoren am Fruchtterminal im Verbindungshafen (2011)

Der Verbindungshafen entstand zwischen 1908 und 1915.
Er erstreckt sich von der Drehbrücke bei der Nordschleuse bis zum Dockvorhafen der Lloyd-Werft. Beide zusammen trennen die Columbusinsel mit der Columbuskaje vom Festland. Vor der Vergrößerung der Kaiserschleuse konnten große Schiffe die Werft nur über den Umweg des Verbindungshafens erreichen. Auf der Westseite beim Columbusbahnhof sind Tanklager.
1983 wurde der Bananen-Umschlag vom Kaiserhafen III in den neuen Fruchtterminal am Verbindungshafen gegenüber der Lloyd-Werft verlegt. Vier Bananenelevatoren waren hier im Einsatz. Sie konnten stündlich bis zu 10.000 Kartons à 20 kg aus den Kühlschiffen heben. Im Jahr 2000 wurden 17,5 Mio. Kartons bzw. 350.000 t Bananen umgeschlagen. Diese Stetigförderer wurden wegen Umstellung auf den Transport im Kühlcontainer 2012 abgebaut und verschrottet.

## Siehe auch

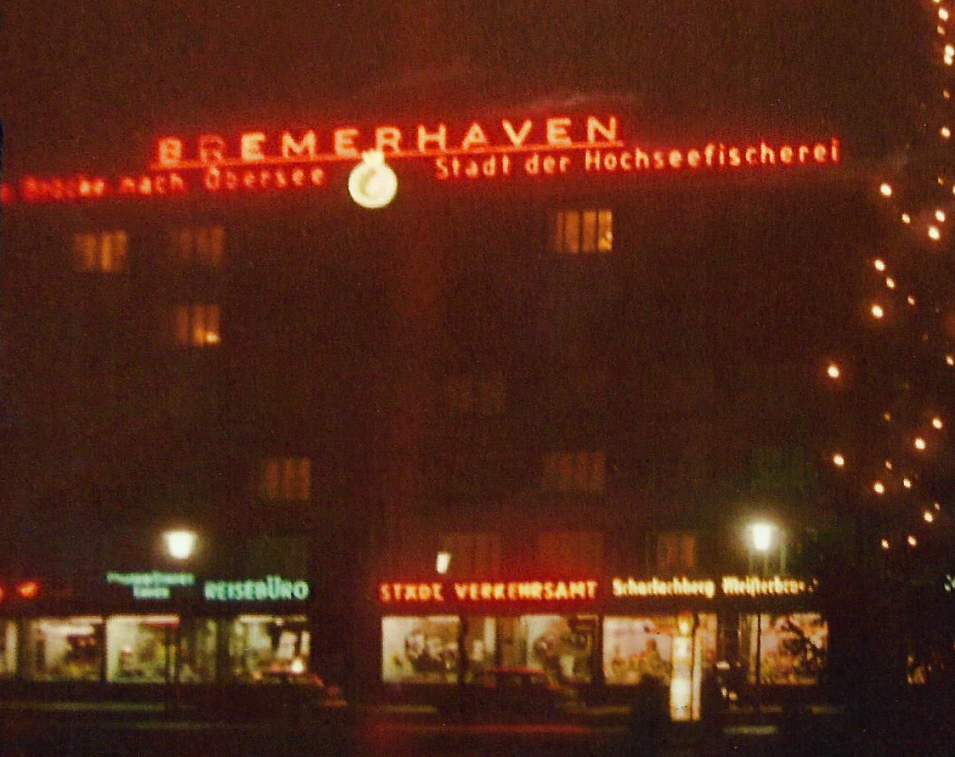
Leuchtreklame am Bahnhofsvorplatz (1974)